# Torneo del Interior 2012
El Torneo del Interior 2012 fue la octava edición de este torneo, conocido también como Torneo Argentino C.
La clasificación al mismo la otorga la obtención del campeonato en alguna de las innumerables ligas regionales de fútbol en Argentina. En algunos casos la realización de una buena campaña en dichas ligas otorga tal derecho, ya que muchos clubes campeones deciden ceder su plaza por cuestiones económicas.
En ligas de poca jerarquía o de ciudades pequeñas es común que otros clubes cedan sus jugadores a aquel que recibió la plaza y, generalmente, realizó la inversión económica necesaria. Se forma así un equipo que es informalmente considerado representativo de la ciudad, pudiendo incluso jugar con uniforme propio y recibiendo el apoyo de todas las hinchadas.
Otorgó tres ascensos directos al Torneo Argentino B 2012-2013 y tres promociones. Tomarán parte 325 equipos divididos en 88 zonas, 61 de 4 equipos y 28 de 3. La primera ronda en cada zona, se disputará todos contra todos a dos ruedas. Clasificaran a la segunda fase los dos primeros de las 88 zonas, más los 16 mejores terceros de las 61 zonas compuestas por cuatro equipos, clasificando 192 equipos. A partir de allí se eliminaran en forma directa en partido y revancha, hasta definir los 3 ascensos. La fecha de inicio del torneo será el 20, 21 y 22 de enero del 2012.

## Equipos participantes

### Distribución geográfica de los equipos
| Región                           | Equipos |
| -------------------------------- | ------- |
| Provincia de Buenos Aires        | 90      |
| Provincia de Catamarca           | 8       |
| Provincia del Chaco              | 23      |
| Provincia del Chubut             | 3       |
| Provincia de Córdoba             | 6       |
| Provincia de Corrientes          | 8       |
| Provincia de Entre Ríos          | 17      |
| Provincia de Formosa             | 9       |
| Provincia de Jujuy               | 11      |
| Provincia de La Pampa            | 4       |
| Provincia de La Rioja            | 4       |
| Provincia de Mendoza             | 19      |
| Provincia de Misiones            | 6       |
| Provincia del Neuquén            | 4       |
| Provincia de Río Negro           | 13      |
| Provincia de Salta               | 33      |
| Provincia de San Juan            | 8       |
| Provincia de San Luis            | 8       |
| Provincia de Santa Cruz          | 9       |
| Provincia de Santa Fe            | 17      |
| Provincia de Santiago del Estero | 16      |
| Provincia de Tierra del Fuego    | 4       |
| Provincia de Tucumán             | 5       |
| Total                            | 325     |

### Zonas
Serán 325 equipos de todas las Ligas regionales  repartidos en 88 zonas divididas en tres ascensos. 
| Zona    | Club                                 | Localidad                    | Provincia           | Liga de origen                                  |
| ------- | ------------------------------------ | ---------------------------- | ------------------- | ----------------------------------------------- |
| Zona 1  | Real Madrid                          | Río Grande                   | Tierra del Fuego    | Liga Oficial de Fútbol Río Grande               |
| Zona 1  | Mutual Camioneros                    | Río Grande                   | Tierra del Fuego    | Liga Oficial de Fútbol Río Grande               |
| Zona 1  | Cuervos del Fin del Mundo            | Ushuaia                      | Tierra del Fuego    | Liga Ushuaiense de Fútbol                       |
| Zona 1  | Juventud del Sur                     | Ushuaia                      | Tierra del Fuego    | Liga Ushuaiense de Fútbol                       |
| Zona 2  | Asociación Atlético Boxing Club      | Río Gallegos                 | Santa Cruz          | Liga de Fútbol Sur                              |
| Zona 2  | Defensores del Carmen                | Río Gallegos                 | Santa Cruz          | Liga de Fútbol Sur                              |
| Zona 2  | Deportivo Esperanza                  | El Calafate                  | Santa Cruz          | Liga de Fútbol Sur                              |
| Zona 2  | Argentino del Sud                    | Comandante Luis Piedrabuena  | Santa Cruz          | Liga de Fútbol Centro                           |
| Zona 3  | Mar del Plata                        | Caleta Olivia                | Santa Cruz          | Liga de Fútbol Norte                            |
| Zona 3  | Estrella Norte                       | Caleta Olivia                | Santa Cruz          | Liga de Fútbol Norte                            |
| Zona 3  | Banfield                             | Puerto Deseado               | Santa Cruz          | Liga de Fútbol Norte                            |
| Zona 3  | Huracán                              | Gobernador Gregores          | Santa Cruz          | Liga de Fútbol Centro                           |
| Zona 4  | Germinal                             | Rawson                       | Chubut              | Liga de Fútbol Valle del Chubut                 |
| Zona 4  | Defensores de La Ribera              | Rawson                       | Chubut              | Liga de Fútbol Valle del Chubut                 |
| Zona 4  | Defensores de Pico Truncado          | Pico Truncado                | Santa Cruz          | Liga de Fútbol Norte                            |
| Zona 5  | Estudiantes Unidos                   | San Carlos de Bariloche      | Río Negro           | Liga de Fútbol de Bariloche                     |
| Zona 5  | Arco Iris Virgen Misionera           | San Carlos de Bariloche      | Río Negro           | Liga de Fútbol de Bariloche                     |
| Zona 5  | Boca Unidos                          | San Carlos de Bariloche      | Río Negro           | Liga de Fútbol de Bariloche                     |
| Zona 5  | Huahuel Niyeo                        | Ingeniero Jacobacci          | Río Negro           | Liga Rionegrina de Fútbol                       |
| Zona 6  | Alianza Cutral-Có                    | Cutral-Có                    | Neuquén             | Liga de Fútbol del Neuquén                      |
| Zona 6  | Independiente                        | Neuquén                      | Neuquén             | Liga de Fútbol del Neuquén                      |
| Zona 6  | Academia Pillmatún                   | Cipolletti                   | Río Negro           | Liga Deportiva Confluencia                      |
| Zona 6  | Sportsman                            | Choele Choel                 | Río Negro           | Liga Regional de Fútbol Avellaneda              |
| Zona 7  | Deportivo Patagones                  | Carmen de Patagones          | Buenos Aires        | Liga Rionegrina de Fútbol                       |
| Zona 7  | Sportivo Ferrocarril                 | San Antonio Oeste            | Río Negro           | Liga Rionegrina de Fútbol                       |
| Zona 7  | Atlético Río Colorado                | Río Colorado                 | Río Negro           | Liga de Fútbol de Río Colorado                  |
| Zona 7  | Huracán                              | Trelew                       | Chubut              | Liga de Fútbol Valle del Chubut                 |
| Zona 8  | Deportivo Independiente              | Río Colorado                 | Río Negro           | Liga de Fútbol de Río Colorado                  |
| Zona 8  | Defensores de Buena Parada           | Río Colorado                 | Río Negro           | Liga de Fútbol de Río Colorado                  |
| Zona 8  | Sol de Mayo                          | Viedma                       | Río Negro           | Liga Rionegrina de Fútbol                       |
| Zona 9  | Bicicrós                             | Senillosa                    | Neuquén             | Liga de Fútbol del Neuquén                      |
| Zona 9  | Petrolero Argentino                  | Plaza Huincul                | Neuquén             | Liga de Fútbol del Neuquén                      |
| Zona 9  | Unión Alem Progresista               | Allen                        | Río Negro           | Liga Deportiva Confluencia                      |
| Zona 9  | Atlético Regina                      | Villa Regina                 | Río Negro           | Liga Deportiva Confluencia                      |
| Zona 10 | Ferrocarril Sud                      | Tandil                       | Buenos Aires        | Liga Tandilense de Fútbol                       |
| Zona 10 | Defensores del Cerro                 | Tandil                       | Buenos Aires        | Liga Tandilense de Fútbol                       |
| Zona 10 | Cemento Armado                       | Azul                         | Buenos Aires        | Liga de Fútbol de Azul                          |
| Zona 11 | Empleados de Comercio                | General Alvear               | Buenos Aires        | Liga Alvearense de Fútbol                       |
| Zona 11 | Asociación Juvenil Barrio Traut      | Las Flores                   | Buenos Aires        | Liga de Fútbol de Las Flores                    |
| Zona 11 | Huracán                              | Saladillo                    | Buenos Aires        | Liga Deportiva de Saladillo                     |
| Zona 12 | Defensores                           | Ayacucho                     | Buenos Aires        | Liga Ayacuchense de Fútbol                      |
| Zona 12 | Atlético Ayacucho                    | Ayacucho                     | Buenos Aires        | Liga Ayacuchense de Fútbol                      |
| Zona 12 | Deportivo Popular                    | General Lavalle              | Buenos Aires        | Liga de Fútbol del Partido de la Costa          |
| Zona 12 | El Porvenir                          | San Clemente del Tuyú        | Buenos Aires        | Liga de Fútbol del Partido de la Costa          |
| Zona 13 | Juventud Unida                       | General Madariaga            | Buenos Aires        | Liga Madariaguense de Fútbol                    |
| Zona 13 | Deportivo El León                    | General Madariaga            | Buenos Aires        | Liga Madariaguense de Fútbol                    |
| Zona 13 | Kimberley                            | Mar del Plata                | Buenos Aires        | Liga Marplatense de Fútbol                      |
| Zona 14 | Santos del Oeste                     | Miramar                      | Buenos Aires        | Liga de Fútbol de General Alvarado              |
| Zona 14 | Defensores de Miramar                | Miramar                      | Buenos Aires        | Liga de Fútbol de General Alvarado              |
| Zona 14 | Atlético Rivadavia                   | Necochea                     | Buenos Aires        | Liga Necochense de Fútbol                       |
| Zona 15 | Nueva Alianza                        | La Plata                     | Buenos Aires        | Liga Amateur Platense de Fútbol                 |
| Zona 15 | Everton                              | La Plata                     | Buenos Aires        | Liga Amateur Platense de Fútbol                 |
| Zona 15 | Las Mandarinas                       | Brandsen                     | Buenos Aires        | Liga Chascomunense de fútbol                    |
| Zona 16 | San Miguel                           | General Las Heras            | Buenos Aires        | Liga Lobense de Fútbol                          |
| Zona 16 | Atlético Roque Pérez                 | Roque Pérez                  | Buenos Aires        | Liga Lobense de Fútbol                          |
| Zona 16 | Deportivo Las Heras                  | General Las Heras            | Buenos Aires        | Liga Lobense de Fútbol                          |
| Zona 17 | S.M.A.T.A                            | Cañuelas                     | Buenos Aires        | Liga Lobense de Fútbol                          |
| Zona 17 | Sportivo Coronel Dorrego             | Navarro                      | Buenos Aires        | Liga Lobense de Fútbol                          |
| Zona 17 | Madreselva                           | Lobos                        | Buenos Aires        | Liga Lobense de Fútbol                          |
| Zona 18 | Atlético Sportivo                    | Veinticinco de Mayo          | Buenos Aires        | Liga Veinticinqueña de Fútbol                   |
| Zona 18 | Defensores de Plaza España           | Veinticinco de Mayo          | Buenos Aires        | Liga Veinticinqueña de Fútbol                   |
| Zona 18 | Argentinos                           | Veinticinco de Mayo          | Buenos Aires        | Liga Veinticinqueña de Fútbol                   |
| Zona 18 | Defensores de Plaza Italia           | Veinticinco de Mayo          | Buenos Aires        | Liga Veinticinqueña de Fútbol                   |
| Zona 19 | Atlético French                      | French                       | Buenos Aires        | Liga Nuevejuliense de Fútbol                    |
| Zona 19 | Biblioteca Agustín Álvarez           | Nueve de Julio               | Buenos Aires        | Liga Nuevejuliense de Fútbol                    |
| Zona 19 | 9 de Julio                           | Nueve de Julio               | Buenos Aires        | Liga Nuevejuliense de Fútbol                    |
| Zona 19 | San Martín                           | Nueve de Julio               | Buenos Aires        | Liga Nuevejuliense de Fútbol                    |
| Zona 20 | River Plate                          | Los Toldos                   | Buenos Aires        | Liga Toldense de Fútbol                         |
| Zona 20 | Viamonte FC                          | Los Toldos                   | Buenos Aires        | Liga Toldense de Fútbol                         |
| Zona 20 | Alsina                               | Los Toldos                   | Buenos Aires        | Liga Toldense de Fútbol                         |
| Zona 20 | Deportivo Morea                      | Morea                        | Buenos Aires        | Liga Nuevejuliense de Fútbol                    |
| Zona 21 | Boca Junior                          | Pehuajó                      | Buenos Aires        | Liga Pehuajense de Fútbol                       |
| Zona 21 | Agropecuario Argentino               | Carlos Casares               | Buenos Aires        | Liga Casarense de Fútbol                        |
| Zona 21 | Foot-Ball Club Argentino             | Trenque Lauquen              | Buenos Aires        | Liga Trenquelauquense de Fútbol                 |
| Zona 22 | Empleados de Comercio                | Bolívar                      | Buenos Aires        | Liga Deportiva de Bolívar                       |
| Zona 22 | Independiente                        | Bolívar                      | Buenos Aires        | Liga Deportiva de Bolívar                       |
| Zona 22 | El Fortín                            | Olavarría                    | Buenos Aires        | Liga de Fútbol de Olavarría                     |
| Zona 22 | Atlético Estudiantes                 | Olavarría                    | Buenos Aires        | Liga de Fútbol de Olavarría                     |
| Zona 23 | Atlético Ameghino                    | Ameghino                     | Buenos Aires        | Liga de Fútbol de General Villegas              |
| Zona 23 | Barrio Norte                         | América                      | Buenos Aires        | Liga de Fútbol del Oeste (Rivadavia)            |
| Zona 23 | Unión Deportiva                      | Tres Lomas                   | Buenos Aires        | Liga Cultural Deportiva (Tres Lomas)            |
| Zona 24 | Unión Deportiva Vértiz               | Vértiz                       | La Pampa            | Liga Pampeana de Fútbol (General Pico)          |
| Zona 24 | Ferrocarril Oeste                    | General Pico                 | La Pampa            | Liga Pampeana de Fútbol (General Pico)          |
| Zona 24 | Costa Brava                          | General Pico                 | La Pampa            | Liga Pampeana de Fútbol (General Pico)          |
| Zona 24 | All Boys                             | Santa Rosa                   | La Pampa            | Liga Cultural de Fútbol                         |
| Zona 25 | Deportivo Barracas                   | General La Madrid            | Buenos Aires        | Liga Lapridense de Fútbol                       |
| Zona 25 | Juventud                             | Laprida                      | Buenos Aires        | Liga Lapridense de Fútbol                       |
| Zona 25 | Olimpo                               | Tres Arroyos                 | Buenos Aires        | Liga Regional Tresarroyense de Fútbol           |
| Zona 26 | Tiro Federal                         | Bahía Blanca                 | Buenos Aires        | Liga del Sur (Bahía Blanca)                     |
| Zona 26 | Peñarol                              | Pigüé                        | Buenos Aires        | Liga Regional de Fútbol (Coronel Suárez)        |
| Zona 26 | Puán Foot-Ball Club                  | Puan                         | Buenos Aires        | Liga Regional de Fútbol (Coronel Suárez)        |
| Zona 26 | Leandro N. Alem                      | Coronel Pringles             | Buenos Aires        | Liga Pringles de Fútbol                         |
| Zona 27 | Regatas                              | San Nicolás                  | Buenos Aires        | Liga Nicoleña de Fútbol                         |
| Zona 27 | Belgrano                             | San Nicolás                  | Buenos Aires        | Liga Nicoleña de Fútbol                         |
| Zona 27 | Social Ramallo                       | Villa Ramallo                | Buenos Aires        | Liga Nicoleña de Fútbol                         |
| Zona 27 | Unión Deportiva General Rojo         | General Rojo                 | Buenos Aires        | Liga Nicoleña de Fútbol                         |
| Zona 28 | Sportsman                            | Carmen de Areco              | Buenos Aires        | Liga de Fútbol de Arrecifes                     |
| Zona 28 | Obras Sanitarias                     | Arrecifes                    | Buenos Aires        | Liga de Fútbol de Arrecifes                     |
| Zona 28 | Origone Football Club                | Agustín Roca                 | Buenos Aires        | Liga Deportiva del Oeste (Junín)                |
| Zona 28 | Defensa Argentina                    | Junín                        | Buenos Aires        | Liga Deportiva del Oeste (Junín)                |
| Zona 29 | Jorge Newbery                        | Junín                        | Buenos Aires        | Liga Deportiva del Oeste (Junín)                |
| Zona 29 | Villa Belgrano                       | Junín                        | Buenos Aires        | Liga Deportiva del Oeste (Junín)                |
| Zona 29 | Atlético Argentino                   | Lincoln                      | Buenos Aires        | Liga Amateur de Deportes (Lincoln)              |
| Zona 30 | Rivadavia                            | Chacabuco                    | Buenos Aires        | Liga Deportiva de Chacabuco                     |
| Zona 30 | River Plate                          | Chacabuco                    | Buenos Aires        | Liga Deportiva del Oeste (Junín)                |
| Zona 30 | Atlético Independiente               | Chivilcoy                    | Buenos Aires        | Liga Chivilcoyana de Fútbol                     |
| Zona 30 | Pioneros                             | Campana                      | Buenos Aires        | Liga Campanense de fútbol                       |
| Zona 31 | Atlético Argentino                   | Pergamino                    | Buenos Aires        | Liga de Fútbol Pergamino                        |
| Zona 31 | Leandro N. Alem                      | Pergamino                    | Buenos Aires        | Liga de Fútbol Pergamino                        |
| Zona 31 | Juventud                             | Pergamino                    | Buenos Aires        | Liga de Fútbol Pergamino                        |
| Zona 31 | Defensores de Salto                  | Salto                        | Buenos Aires        | Liga Deportiva de Salto                         |
| Zona 32 | Juventud                             | Suipacha                     | Buenos Aires        | Liga Mercedina de Fútbol                        |
| Zona 32 | Club Mercedes                        | Mercedes                     | Buenos Aires        | Liga Mercedina de Fútbol                        |
| Zona 32 | El Frontón                           | San Andrés de Giles          | Buenos Aires        | Liga Mercedina de Fútbol                        |
| Zona 32 | Las Palometas                        | Mercedes                     | Buenos Aires        | Liga Mercedina de Fútbol                        |
| Zona 33 | Deportivo Camioneros                 | General Rodríguez            | Buenos Aires        | Liga Lujanense de Fútbol                        |
| Zona 33 | Atlético Moreno                      | Moreno                       | Buenos Aires        | Liga Lujanense de Fútbol                        |
| Zona 33 | Náutico Hacoaj                       | Tigre                        | Buenos Aires        | Liga Escobarense de Fútbol                      |
| Zona 33 | Monterrey                            | Presidente Derqui            | Buenos Aires        | Liga Escobarense de Fútbol                      |
| Zona 34 | Caza y Pesca                         | Don Torcuato                 | Buenos Aires        | Liga Escobarense de Fútbol                      |
| Zona 34 | Pilar FC                             | Pilar                        | Buenos Aires        | Liga Escobarense de Fútbol                      |
| Zona 34 | Cefalier FC                          | José C. Paz                  | Buenos Aires        | Liga Escobarense de Fútbol                      |
| Zona 34 | Atlético Baradero                    | Baradero                     | Buenos Aires        | Liga de Fútbol de Baradero                      |
| Zona 35 | Mutual U.T.A                         | Luján                        | Buenos Aires        | Liga Lujanense de Fútbol                        |
| Zona 35 | Sindicato Argentino de Televisión    | Luján                        | Buenos Aires        | Liga Lujanense de Fútbol                        |
| Zona 35 | Mitre                                | San Pedro                    | Buenos Aires        | Liga Deportiva Sampedrina                       |
| Zona 35 | Belgrano                             | Zárate                       | Buenos Aires        | Liga Zarateña de Fútbol                         |
| Zona 36 | Atlético Adelante                    | Reconquista                  | Santa Fe            | Liga Reconquistense de Fútbol                   |
| Zona 36 | Ocampo Fábrica                       | Villa Ocampo                 | Santa Fe            | Liga Ocampense de Fútbol                        |
| Zona 36 | Argentino Quilmes                    | Rafaela                      | Santa Fe            | Liga Rafaelina de Fútbol                        |
| Zona 36 | Peñarol                              | Rafaela                      | Santa Fe            | Liga Rafaelina de Fútbol                        |
| Zona 37 | Atlético Carcarañá                   | Carcarañá                    | Santa Fe            | Liga Cañadense de Fútbol                        |
| Zona 37 | Unión y Cultura                      | Murphy                       | Santa Fe            | Liga Venadense de Fútbol                        |
| Zona 37 | Arroyo Seco Athletic Club            | Arroyo Seco                  | Santa Fe            | Liga de Fútbol Regional del Sud                 |
| Zona 37 | Coronel Aguirre                      | Villa Gobernador Gálvez      | Santa Fe            | Asociación Rosarina de Fútbol                   |
| Zona 38 | Racing Club                          | Teodelina                    | Santa Fe            | Liga Venadense de Fútbol                        |
| Zona 38 | Sportivo Rivadavia                   | Venado Tuerto                | Santa Fe            | Liga Venadense de Fútbol                        |
| Zona 38 | Club Arteaga                         | Arteaga                      | Santa Fe            | Liga Interprovincial de Fútbol (Chañar Ladeado) |
| Zona 39 | Santa Fe FC                          | Santa Fe                     | Santa Fe            | Liga Santafesina de Fútbol                      |
| Zona 39 | Náutico El Quillá                    | Santa Fe                     | Santa Fe            | Liga Santafesina de Fútbol                      |
| Zona 39 | Club Atlético Belgrano               | Paraná                       | Entre Ríos          | Liga Paranaense de Fútbol                       |
| Zona 39 | Unión de Crespo                      | Crespo                       | Entre Ríos          | Liga Paranaense de Fútbol                       |
| Zona 40 | Sanjustino                           | San Justo                    | Santa Fe            | Liga Santafesina de Fútbol                      |
| Zona 40 | Empleados Banco Provincial           | Santa Fe                     | Santa Fe            | Liga Santafesina de Fútbol                      |
| Zona 40 | Juventud                             | Esperanza                    | Santa Fe            | Liga Esperancina de Fútbol                      |
| Zona 40 | Palermo                              | Paraná                       | Entre Ríos          | Liga Paranaense de Fútbol                       |
| Zona 41 | Deportivo Tabossi                    | Tabossi                      | Entre Ríos          | Liga de Fútbol de Paraná Campaña                |
| Zona 41 | Arsenal                              | Viale                        | Entre Ríos          | Liga de Fútbol de Paraná Campaña                |
| Zona 41 | Atlético Hasenkamp                   | Hasenkamp                    | Entre Ríos          | Liga de Fútbol de Paraná Campaña                |
| Zona 42 | Santa Marta                          | Santa Elena                  | Entre Ríos          | Liga Santaelenense de Fútbol                    |
| Zona 42 | Caballú                              | La Paz                       | Entre Ríos          | Liga Paceña de Fútbol                           |
| Zona 42 | Atlético Feliciano                   | San José de Feliciano        | Entre Ríos          | Liga Felicianense de Fútbol                     |
| Zona 43 | Wanderer's                           | Concordia                    | Entre Ríos          | Liga Concordiense de Fútbol                     |
| Zona 43 | Comunicaciones                       | Concordia                    | Entre Ríos          | Liga Concordiense de Fútbol                     |
| Zona 43 | Talleres                             | Federal                      | Entre Ríos          | Liga Federalense de Fútbol                      |
| Zona 43 | Atlético Campito                     | Colón                        | Entre Ríos          | Liga Departamental de Fútbol de Colón           |
| Zona 44 | Atlético Uruguay                     | Concepción del Uruguay       | Entre Ríos          | Liga de Fútbol de Concepción del Uruguay        |
| Zona 44 | Almagro                              | Concepción del Uruguay       | Entre Ríos          | Liga de Fútbol de Concepción del Uruguay        |
| Zona 44 | Juventud Urdinarrain                 | Urdinarrain                  | Entre Ríos          | Liga Departamental de Fútbol de Gualeguaychú    |
| Zona 44 | La Academia                          | General Galarza              | Entre Ríos          | Liga Departamental de Fútbol (Rosario del Tala) |
| Zona 45 | 8 de Mayo                            | Puerto Iguazú                | Misiones            | Liga Regional de Fútbol de Iguazú               |
| Zona 45 | Deportivo Vicov                      | El Dorado                    | Misiones            | Liga de Fútbol de El Dorado                     |
| Zona 45 | Papel Misionero                      | Capioví                      | Misiones            | Liga Regional de Fútbol Puerto Rico             |
| Zona 45 | Atlético Jardín América              | Jardín América               | Misiones            | Liga Regional de Fútbol Puerto Rico             |
| Zona 46 | Exalumnos Escuela 185                | Oberá                        | Misiones            | Liga Regional Obereña de Fútbol                 |
| Zona 46 | Atlético La Picada                   | Posadas                      | Misiones            | Liga Posadeña de Fútbol                         |
| Zona 46 | Deportivo Sol de Mayo                | Colonia Liebig               | Corrientes          | Liga Apostoleña de Fútbol                       |
| Zona 47 | Sportivo Ferroviario                 | Corrientes                   | Corrientes          | Liga Correntina de Fútbol                       |
| Zona 47 | Huracán Fútbol Club                  | Goya                         | Corrientes          | Liga Goyana de Fútbol                           |
| Zona 47 | Sociedad Sportiva Esquinense         | Esquina                      | Corrientes          | Liga Esquinense de Fútbol                       |
| Zona 48 | Social Luz y Fuerza                  | Gobernador Virasoro          | Corrientes          | Liga Santotomeña de Fútbol                      |
| Zona 48 | Crisol San Martín                    | Gobernador Virasoro          | Corrientes          | Liga Santotomeña de Fútbol                      |
| Zona 48 | Comunicaciones                       | Mercedes                     | Corrientes          | Liga Mercedeña de Fútbol                        |
| Zona 48 | Deportivo Madariaga                  | Paso de los Libres           | Corrientes          | Liga Libreña de Fútbol                          |
| Zona 49 | Chacra 8                             | Formosa                      | Formosa             | Liga Formoseña de Fútbol                        |
| Zona 49 | Sol de Mayo                          | Formosa                      | Formosa             | Liga Formoseña de Fútbol                        |
| Zona 49 | Atlético Laguna Blanca               | Laguna Blanca                | Formosa             | Liga de Fútbol de Laguna Blanca                 |
| Zona 49 | 8 de diciembre                       | Laguna Blanca                | Formosa             | Liga de Fútbol de Laguna Blanca                 |
| Zona 50 | Defensores del Rosario               | Formosa                      | Formosa             | Liga Formoseña de Fútbol                        |
| Zona 50 | Sol de América                       | Formosa                      | Formosa             | Liga Formoseña de Fútbol                        |
| Zona 50 | Talleres                             | Clorinda                     | Formosa             | Liga Clorindense de Fútbol                      |
| Zona 50 | Juventud                             | Clorinda                     | Formosa             | Liga Clorindense de Fútbol                      |
| Zona 51 | Atlético Sportivo                    | Presidencia Roque Sáenz Peña | Chaco               | Liga Saenzpeñense de Fútbol                     |
| Zona 51 | Sportivo Cultural                    | Castelli                     | Chaco               | Liga Saenzpeñense de Fútbol                     |
| Zona 51 | 19 de marzo                          | Pirané                       | Formosa             | Liga Piranense de Fútbol                        |
| Zona 52 | Obreros Unidos                       | Corzuela                     | Chaco               | Liga de Fútbol del Noroeste Chaqueño            |
| Zona 52 | Libertad                             | Charata                      | Chaco               | Liga de Fútbol del Noroeste Chaqueño            |
| Zona 52 | San Lorenzo                          | Presidencia Roque Sáenz Peña | Chaco               | Liga Saenzpeñense de Fútbol                     |
| Zona 52 | Alianza                              | Campo Largo                  | Chaco               | Liga Saenzpeñense de Fútbol                     |
| Zona 53 | Deportivo Comercio                   | Santa Sylvina                | Chaco               | Asoc. Fút.Oeste Chaqueño                        |
| Zona 53 | Marcelino Ugarte                     | Coronel Du Graty             | Chaco               | Asoc. Fút.Oeste Chaqueño                        |
| Zona 53 | Boca Juniors                         | Quitilipi                    | Chaco               | Liga Quitilipense de Fútbol                     |
| Zona 53 | Sportivo Central                     | Quitilipi                    | Chaco               | Liga Quitilipense de Fútbol                     |
| Zona 54 | Unión Progresista                    | Villa Ángela                 | Chaco               | Asoc. Fút.Oeste Chaqueño                        |
| Zona 54 | Cooperativa Villa Berthet            | Villa Berthet                | Chaco               | Asoc. Fút.Oeste Chaqueño                        |
| Zona 54 | El Fortín                            | Machagai                     | Chaco               | Liga Regional de Fútbol (Machagai)              |
| Zona 54 | Recreativo Argentino                 | Machagai                     | Chaco               | Liga Regional de Fútbol (Machagai)              |
| Zona 55 | Sportivo Plaza                       | Presidencia de la Plaza      | Chaco               | Liga Regional de Fútbol (Machagai)              |
| Zona 55 | San Carlos                           | La Escondida                 | Chaco               | Liga Regional de Fútbol (Machagai)              |
| Zona 55 | Recreativo Toba                      | General San Martín           | Chaco               | Liga de Fútbol Norte                            |
| Zona 55 | Club Social y Deportivo Fontana      | Resistencia                  | Chaco               | Liga Chaqueña de Fútbol                         |
| Zona 56 | Club Atlético América                | General San Martín           | Chaco               | Liga de Fútbol Norte                            |
| Zona 56 | Club Social y Deportivo Río Teuco    | Pampa del Indio              | Chaco               | Liga de Fútbol Norte                            |
| Zona 56 | Club Atlético Resistencia Central    | Resistencia                  | Chaco               | Liga Chaqueña de Fútbol                         |
| Zona 56 | Club Atlético Regional               | Resistencia                  | Chaco               | Liga Chaqueña de Fútbol                         |
| Zona 57 | Social Rivadavia                     | Cafayate                     | Salta               | Liga Calchaquí de Fútbol                        |
| Zona 57 | Sportivo Anímana                     | Animaná                      | Salta               | Liga Calchaquí de Fútbol                        |
| Zona 57 | FO.NA.VI.                            | Cafayate                     | Salta               | Liga Calchaquí de Fútbol                        |
| Zona 57 | Juan Pablo II                        | Animaná                      | Salta               | Liga Calchaquí de Fútbol                        |
| Zona 58 | Deportivo La Merced                  | La Merced                    | Salta               | Liga de Fútbol del Valle de Lerma               |
| Zona 58 | Atlético Chicoana                    | Chicoana                     | Salta               | Liga de Fútbol del Valle de Lerma               |
| Zona 58 | Atlas                                | Salta                        | Salta               | Liga Salteña de Fútbol                          |
| Zona 59 | Juventud Unida                       | Rosario de Lerma             | Salta               | Liga de Fútbol del Valle de Lerma               |
| Zona 59 | San Bernardo                         | Coronel Moldes               | Salta               | Liga de Fútbol del Valle de Lerma               |
| Zona 59 | Villa San Antonio                    | Salta                        | Salta               | Liga Salteña de Fútbol                          |
| Zona 60 | Peñarol                              | Salta                        | Salta               | Liga Salteña de Fútbol                          |
| Zona 60 | General San Martín                   | Salta                        | Salta               | Liga Salteña de Fútbol                          |
| Zona 60 | Mitre de Salta                       | Salta                        | Salta               | Liga Salteña de Fútbol                          |
| Zona 60 | Libertad                             | Salta                        | Salta               | Liga Salteña de Fútbol                          |
| Zona 61 | 14 de abril                          | General Güemes               | Salta               | Liga Güemense de Fútbol                         |
| Zona 61 | Unión Güemes                         | General Güemes               | Salta               | Liga Güemense de Fútbol                         |
| Zona 61 | Marco Avellaneda                     | Metán                        | Salta               | Liga Metanense de Fútbol                        |
| Zona 61 | General Güemes                       | Rosario de la Frontera       | Salta               | Liga de Fútbol de Rosario de la Frontera        |
| Zona 62 | Deportivo Islas Malvinas             | General Güemes               | Salta               | Liga Güemense de Fútbol                         |
| Zona 62 | Club de Tiro                         | General Güemes               | Salta               | Liga Güemense de Fútbol                         |
| Zona 62 | Instituto Tráfico                    | Metán                        | Salta               | Liga Metanense de Fútbol                        |
| Zona 62 | Atlético Progreso                    | Rosario de la Frontera       | Salta               | Liga de Fútbol de Rosario de la Frontera        |
| Zona 63 | River Plate                          | Embarcación                  | Salta               | Liga Regional de Fútbol del Bermejo             |
| Zona 63 | Deportivo Tabacal                    | El Tabacal                   | Salta               | Liga Regional de Fútbol del Bermejo             |
| Zona 63 | Las Lilas FC                         | Gaona                        | Salta               | Liga Anteña de Fútbol                           |
| Zona 63 | Deportivo Estrella                   | Taco Pozo                    | Chaco               | Liga Anteña de Fútbol                           |
| Zona 64 | Mitre                                | Orán                         | Salta               | Liga Regional de Fútbol del Bermejo             |
| Zona 64 | Sportivo Embarcación                 | Embarcación                  | Salta               | Liga Regional de Fútbol del Bermejo             |
| Zona 64 | El Dorado                            | Coronel Mollinedo            | Salta               | Liga Anteña de Fútbol                           |
| Zona 64 | Deportivo Las Malvinas               | Apolinario Saravia           | Salta               | Liga Anteña de Fútbol                           |
| Zona 65 | Coronel Cornejo                      | Coronel Cornejo              | Salta               | Liga Departamental de Fútbol Gral. San Martín   |
| Zona 65 | Atlético Belgrano                    | General Mosconi              | Salta               | Liga Departamental de Fútbol Gral. San Martín   |
| Zona 65 | Guaraní Cherenta                     | Tartagal                     | Salta               | Liga Departamental de Fútbol Gral. San Martín   |
| Zona 65 | Alianza San Martín-Tercif            | Tartagal                     | Salta               | Liga Departamental de Fútbol Gral. San Martín   |
| Zona 66 | Monterrico San Vicente               | Monterrico                   | Jujuy               | Liga Departamental de Fútbol de El Carmen       |
| Zona 66 | General Lavalle                      | La Quiaca                    | Jujuy               | Liga Puneña de Fútbol                           |
| Zona 66 | Deportivo Luján                      | San Salvador de Jujuy        | Jujuy               | Liga Jujeña de Fútbol                           |
| Zona 66 | Herminio Arrieta                     | Lib. Gral. San Martín        | Jujuy               | Liga Regional Jujeña de Fútbol                  |
| Zona 67 | Atlético El Talar                    | Lib. Gral. San Martín        | Jujuy               | Liga Regional Jujeña de Fútbol                  |
| Zona 67 | Atlético Cuyaya                      | San Salvador de Jujuy        | Jujuy               | Liga Jujeña de Fútbol                           |
| Zona 67 | Sportivo Rivadavia                   | El Carmen                    | Jujuy               | Liga Departamental de Fútbol de El Carmen       |
| Zona 67 | Gimnasia y Tiro                      | Yavi                         | Jujuy               | Liga Puneña de Fútbol                           |
| Zona 68 | Atlético Los Fantasmas               | Perico                       | Jujuy               | Liga Departamental de Fútbol de El Carmen       |
| Zona 68 | Deportes Río Grande                  | La Mendieta                  | Jujuy               | Liga Regional Jujeña de Fútbol                  |
| Zona 68 | Atlético El Polo                     | La Esperanza                 | Jujuy               | Liga Regional Jujeña de Fútbol                  |
| Zona 69 | San Lorenzo Alem                     | Catamarca                    | Catamarca           | Liga Catamarqueña de Fútbol                     |
| Zona 69 | Asociación Juventud Unida Santa Rosa | Catamarca                    | Catamarca           | Liga Catamarqueña de Fútbol                     |
| Zona 69 | Defensores de Esquiú                 | San José                     | Catamarca           | Liga Chacarera de Fútbol (Valle Viejo)          |
| Zona 69 | Obreros San Isidro                   | San Isidro                   | Catamarca           | Liga Chacarera de Fútbol (Valle Viejo)          |
| Zona 70 | Social Progreso                      | Tinogasta                    | Catamarca           | Liga Tinogasteña de Fútbol                      |
| Zona 70 | Tiro Federal                         | Londres                      | Catamarca           | Liga Belenista de Fútbol                        |
| Zona 70 | Tiro Federal y Gimnasia              | Andalgalá                    | Catamarca           | Liga Andalgalense de Fútbol                     |
| Zona 70 | Unión Aconquija                      | Las Estancias                | Catamarca           | Liga Andalgalense de Fútbol                     |
|         | Asociación Deportiva Juniors         | Suardi                       | Santa Fe            | Liga Regional de Fútbol de San Francisco        |
| Zona 71 | Unión San Vicente                    | Córdoba                      | Córdoba             | Liga Cordobesa de Fútbol                        |
| Zona 71 | Deportivo Atalaya                    | Córdoba                      | Córdoba             | Liga Cordobesa de Fútbol                        |
| Zona 71 | Social y Deportivo Colón             | Colonia Caroya               | Córdoba             | Liga Regional de Colón                          |
| Zona 72 | Alianza Toro-Everton-Belgrano        | Coronel Moldes               | Córdoba             | Liga Regional de Fútbol de Río Cuarto           |
| Zona 72 | Atlético Ascasubi                    | Villa Ascasubi               | Córdoba             | Liga Regional Riotercerense de Fútbol           |
| Zona 72 | Sportivo 9 de Julio                  | Río Tercero                  | Córdoba             | Liga Regional Riotercerense de Fútbol           |
| Zona 73 | Sportivo Dora                        | Colonia Dora                 | Santiago del Estero | Liga Añatuyense de Fútbol                       |
| Zona 73 | Boca Juniors                         | Tintina                      | Santiago del Estero | Liga Añatuyense de Fútbol                       |
| Zona 73 | Unión Lugones                        | Lugones                      | Santiago del Estero | Liga Añatuyense de Fútbol                       |
| Zona 74 | San Martín                           | Monte Quemado                | Santiago del Estero | Liga Copeña de Fútbol                           |
| Zona 74 | Belgrano                             | Monte Quemado                | Santiago del Estero | Liga Copeña de Fútbol                           |
| Zona 74 | San Lorenzo                          | Pampa de los Guanacos        | Santiago del Estero | Liga Copeña de Fútbol                           |
| Zona 75 | Atlético Güemes                      | Santiago del Estero          | Santiago del Estero | Liga Santiagueña de Fútbol                      |
| Zona 75 | Sportivo Fernández                   | Fernández                    | Santiago del Estero | Liga Santiagueña de Fútbol                      |
| Zona 75 | Unión Santiago                       | Santiago del Estero          | Santiago del Estero | Liga Santiagueña de Fútbol                      |
| Zona 76 | Estudiantes                          | Santiago del Estero          | Santiago del Estero | Liga Santiagueña de Fútbol                      |
| Zona 76 | Famaillá                             | Famaillá                     | Tucumán             | Liga Tucumana de Fútbol                         |
| Zona 76 | Los Dorados                          | Termas de Río Hondo          | Santiago del Estero | Liga Termense de Fútbol                         |
| Zona 76 | Atlético Termas                      | Termas de Río Hondo          | Santiago del Estero | Liga Termense de Fútbol                         |
| Zona 77 | Talleres                             | Frías                        | Santiago del Estero | Liga Cultural de Fútbol de Frías                |
| Zona 77 | Instituto Tráfico                    | Frías                        | Santiago del Estero | Liga Cultural de Fútbol de Frías                |
| Zona 77 | Atlético Frías                       | Frías                        | Santiago del Estero | Liga Cultural de Fútbol de Frías                |
| Zona 77 | Villa Paulina                        | Frías                        | Santiago del Estero | Liga Cultural de Fútbol de Frías                |
| Zona 78 | Sportivo Guzmán                      | San Miguel de Tucumán        | Tucumán             | Liga Tucumana de Fútbol                         |
| Zona 78 | Deportivo Aguilares                  | Aguilares                    | Tucumán             | Liga Tucumana de Fútbol                         |
| Zona 78 | Deportivo Marapa                     | Juan Bautista Alberdi        | Tucumán             | Liga Tucumana de Fútbol                         |
| Zona 78 | San Lorenzo                          | Santa Ana                    | Tucumán             | Liga Tucumana de Fútbol                         |
| Zona 79 | 9 de Julio                           | Nueve de Julio               | San Juan            | Liga Sanjuanina de Fútbol                       |
| Zona 79 | Sportivo Peñarol                     | Chimbas                      | San Juan            | Liga Sanjuanina de Fútbol                       |
| Zona 79 | Atlético Marquesado                  | Marquesado (San Juan)        | San Juan            | Liga Sanjuanina de Fútbol                       |
| Zona 79 | Atlético Peñaflor                    | San Martín                   | San Juan            | Liga Caucetera de Fútbol                        |
| Zona 80 | Independiente Villa Obrera           | Chimbas                      | San Juan            | Liga Sanjuanina de Fútbol                       |
| Zona 80 | Colón Junior                         | San Juan                     | San Juan            | Liga Sanjuanina de Fútbol                       |
| Zona 80 | Sportivo Árbol Verde                 | Concepción                   | San Juan            | Liga Sanjuanina de Fútbol                       |
| Zona 80 | San Isidro                           | San Martín                   | San Juan            | Liga Caucetera de Fútbol                        |
| Zona 81 | Atlético Anguinán                    | Anguinán                     | La Rioja            | Liga Chileciteña de Fútbol                      |
| Zona 81 | Defensores de La Plata               | Chilecito                    | La Rioja            | Liga Chileciteña de Fútbol                      |
| Zona 81 | Defensores de La Boca                | La Rioja                     | La Rioja            | Liga Riojana de Fútbol                          |
| Zona 81 | Andino Sport Club                    | La Rioja                     | La Rioja            | Liga Riojana de Fútbol                          |
| Zona 82 | Andes Talleres                       | Godoy Cruz                   | Mendoza             | Liga Mendocina de Fútbol                        |
| Zona 82 | Centro Empleados de Comercio         | Mendoza                      | Mendoza             | Liga Mendocina de Fútbol                        |
| Zona 82 | Centro Deportivo Rivadavia           | Rivadavia                    | Mendoza             | Liga Mendocina de Fútbol                        |
| Zona 82 | Atlético Argentino                   | Guaymallén                   | Mendoza             | Liga Mendocina de Fútbol                        |
| Zona 83 | Atlético Palmira                     | Palmira                      | Mendoza             | Liga Mendocina de Fútbol                        |
| Zona 83 | Leonardo Murialdo                    | Villa Nueva                  | Mendoza             | Liga Mendocina de Fútbol                        |
| Zona 83 | Gutiérrez Sport Club                 | General Gutiérrez            | Mendoza             | Liga Mendocina de Fútbol                        |
| Zona 83 | Luján Sport Club                     | Luján de Cuyo                | Mendoza             | Liga Mendocina de Fútbol                        |
| Zona 84 | Sport Club Pacífico                  | General Alvear               | Mendoza             | Liga Alvearense de Fútbol                       |
| Zona 84 | Andes Foot-Ball Club                 | General Alvear               | Mendoza             | Liga Alvearense de Fútbol (Mendoza)             |
| Zona 84 | Huracán                              | San Rafael                   | Mendoza             | Liga Sanrafaelina de Fútbol                     |
| Zona 84 | San Martín Monte Comán               | Monte Comán                  | Mendoza             | Liga Sanrafaelina de Fútbol                     |
| Zona 85 | C.S. Deportivo Montecaseros          | Montecaseros                 | Mendoza             | Liga Rivadaviense de Fútbol                     |
| Zona 85 | California del Este                  | Santa Rosa                   | Mendoza             | Liga Rivadaviense de Fútbol                     |
| Zona 85 | Social Fernández Álvarez             | Los Sauces                   | Mendoza             | Liga de Fútbol de Tunuyán                       |
| Zona 86 | Sport Club San Carlos                | Villa San Carlos             | Mendoza             | Liga Sancarlina de Fútbol                       |
| Zona 86 | Deportivo Chilecito                  | Chilecito                    | Mendoza             | Liga Sancarlina de Fútbol                       |
| Zona 86 | Deportivo La Posta                   | Tunuyán                      | Mendoza             | Liga de Fútbol de Tunuyán                       |
| Zona 86 | Sportivo Balloffet                   | Jaime Prats                  | Mendoza             | Liga Sanrafaelina de Fútbol                     |
| Zona 87 | Atlético Concarán                    | Concarán                     | San Luis            | Liga Valle del Conlara                          |
| Zona 87 | Deportivo Casino                     | Merlo                        | San Luis            | Liga Valle del Conlara                          |
| Zona 87 | General San Martín                   | Merlo                        | San Luis            | Liga Valle del Conlara                          |
| Zona 87 | Sarmiento Juventud Unida             | Tilisarao                    | San Luis            | Liga Valle del Conlara                          |
| Zona 88 | Sportivo Estudiantes                 | San Luis                     | San Luis            | Liga sanluiseña de fútbol                       |
| Zona 88 | Alianza Futbolística                 | Villa Mercedes               | San Luis            | Liga de Fútbol de Mercedes                      |
| Zona 88 | General San Martín                   | Villa Mercedes               | San Luis            | Liga de Fútbol de Mercedes                      |
| Zona 88 | Sportivo Pringles                    | Villa Mercedes               | San Luis            | Liga de Fútbol de Mercedes                      |

## Fase clasificatoria

### Grupo 1
| Equipo                                  | Pts | PJ | PG | PE | PP | GF | GC | Dif |
| --------------------------------------- | --- | -- | -- | -- | -- | -- | -- | --- |
| Juventud del Sur (Ushuaia)              | 11  | 6  | 3  | 2  | 1  | 9  | 4  | 5   |
| Real Madrid (Rio Grande)                | 11  | 6  | 3  | 2  | 1  | 8  | 5  | 3   |
| Camioneros (Rio Grande)                 | 8   | 6  | 2  | 2  | 2  | 7  | 8  | -1  |
| Los Cuervos del Fin del Mundo (Ushuaia) | 3   | 6  | 1  | 0  | 5  | 3  | 10 | -7  |

### Grupo 2
| Equipo                                  | Pts | PJ | PG | PE | PP | GF | GC | Dif |
| --------------------------------------- | --- | -- | -- | -- | -- | -- | -- | --- |
| Argentino del Sud (Cte. L. Piedrabuena) | 13  | 6  | 4  | 1  | 1  | 10 | 6  | 4   |
| Defensores del Carmen (Río Gallegos)    | 9   | 6  | 2  | 3  | 1  | 13 | 4  | 9   |
| Boxing Club (Río Gallegos)              | 9   | 6  | 2  | 3  | 1  | 14 | 6  | 8   |
| Def. Esperanza (El Calafate)            | 1   | 6  | 0  | 1  | 5  | 1  | 53 | -21 |

### Grupo 3
| Equipo                             | Pts | PJ | PG | PE | PP | GF | GC | Dif |
| ---------------------------------- | --- | -- | -- | -- | -- | -- | -- | --- |
| Huracán (Gobernador Gregores)      | 15  | 6  | 5  | 0  | 1  | 17 | 6  | 11  |
| Estrella del Norte (Caleta Olivia) | 8   | 6  | 2  | 2  | 2  | 4  | 5  | -1  |
| Banfield (Puerto Deseado)          | 7   | 6  | 2  | 2  | 3  | 10 | 17 | -7  |
| Dep. Mar del Plata (Caleta Olivia) | 4   | 6  | 1  | 1  | 4  | 7  | 10 | -3  |

### Grupo 4
| Equipo                           | Pts | PJ | PG | PE | PP | GF | GC | Dif |
| -------------------------------- | --- | -- | -- | -- | -- | -- | -- | --- |
| Germinal (Rawson)                | 10  | 4  | 3  | 1  | 0  | 12 | 1  | 11  |
| Defensores de La Ribera (Rawson) | 3   | 4  | 0  | 3  | 1  | 5  | 8  | -3  |
| Defensores (Pico Truncado)       | 2   | 4  | 0  | 2  | 2  | 4  | 12 | -8  |

### Grupo 5
| Equipo                                | Pts | PJ | PG | PE | PP | GF | GC | Dif |
| ------------------------------------- | --- | -- | -- | -- | -- | -- | -- | --- |
| Estudiantes Unidos (Bariloche)        | 16  | 6  | 5  | 1  | 0  | 20 | 2  | 18  |
| Huahuel Niyeo (Ing. Jacobacci)        | 9   | 6  | 2  | 3  | 1  | 16 | 7  | 9   |
| Arco Iris Virgen Misionera(Bariloche) | 5   | 6  | 1  | 2  | 3  | 9  | 21 | -12 |
| Boca Unidos (Bariloche)               | 2   | 6  | 0  | 2  | 4  | 4  | 19 | -15 |

### Grupo 6
| Equipo                         | Pts | PJ | PG | PE | PP | GF | GC | Dif |
| ------------------------------ | --- | -- | -- | -- | -- | -- | -- | --- |
| Independiente (Neuquén)        | 13  | 6  | 4  | 1  | 1  | 14 | 6  | 8   |
| Alianza Cutral Có              | 9   | 6  | 3  | 0  | 3  | 11 | 6  | 5   |
| Sportman (Choele Choel)        | 9   | 6  | 3  | 0  | 3  | 6  | 10 | -4  |
| Academia Pillmatun (Cipoletti) | 4   | 6  | 1  | 1  | 4  | 4  | 15 | -11 |

### Grupo 7
| Equipo                                    | Pts | PJ | PG | PE | PP | GF | GC | Dif |
| ----------------------------------------- | --- | -- | -- | -- | -- | -- | -- | --- |
| Sportivo Ferrocarril (San Antonio Oeste)  | 12  | 6  | 4  | 0  | 2  | 10 | 7  | 3   |
| Deportivo Patagones (Carmen de Patagones) | 10  | 6  | 3  | 1  | 2  | 12 | 5  | 7   |
| Huracán (Trelew)                          | 9   | 6  | 3  | 0  | 3  | 6  | 5  | 1   |
| Atlético Río Colorado (Río Colorado)      | 4   | 6  | 1  | 1  | 4  | 4  | 15 | -11 |

### Grupo 8
| Equipo                                 | Pts | PJ | PG | PE | PP | GF | GC | Dif |
| -------------------------------------- | --- | -- | -- | -- | -- | -- | -- | --- |
| Sol de Mayo (Viedma)                   | 7   | 4  | 2  | 1  | 1  | 8  | 4  | 4   |
| Independiente (Río Colorado)           | 7   | 4  | 2  | 1  | 1  | 6  | 7  | -1  |
| Defensores Buena Parada (Río Colorado) | 2   | 4  | 0  | 2  | 2  | 3  | 6  | -3  |

### Grupo 9
| Equipo                              | Pts | PJ | PG | PE | PP | GF | GC | Dif |
| ----------------------------------- | --- | -- | -- | -- | -- | -- | -- | --- |
| Unión Alem Progresista (Allen)      | 14  | 6  | 4  | 2  | 0  | 20 | 11 | 9   |
| Petrolero Argentino (Plaza Huincul) | 12  | 6  | 3  | 3  | 0  | 9  | 4  | 5   |
| Bicicrós (Neuquén)                  | 6   | 6  | 2  | 0  | 4  | 11 | 9  | 2   |
| Atlético Regina (Villa Regina)      | 1   | 6  | 0  | 1  | 5  | 6  | 22 | -16 |

### Grupo 10
| Equipo                        | Pts | PJ | PG | PE | PP | GF | GC | Dif |
| ----------------------------- | --- | -- | -- | -- | -- | -- | -- | --- |
| Ferro Carril Sud (Tandil)     | 8   | 4  | 2  | 2  | 0  | 5  | 3  | 2   |
| Cemento Armado (Azul)         | 4   | 4  | 1  | 1  | 2  | 5  | 5  | 0   |
| Defensores del Cerro (Tandil) | 4   | 4  | 1  | 1  | 2  | 5  | 7  | -2  |

### Grupo 11
| Equipo              | Pts | PJ | PG | PE | PP | GF | GC | Dif |
| ------------------- | --- | -- | -- | -- | -- | -- | -- | --- |
| Huracán (Saladillo) | 9   | 4  | 3  | 0  | 1  | 10 | 4  | 6   |
| As. Juv. Bº Traut   | 9   | 4  | 3  | 0  | 1  | 8  | 6  | 2   |
| Unión Comercio      | 0   | 4  | 0  | 0  | 4  | 4  | 12 | -8  |

### Grupo 12
| Equipo                              | Pts | PJ | PG | PE | PP | GF | GC | Dif |
| ----------------------------------- | --- | -- | -- | -- | -- | -- | -- | --- |
| Atlético Ayacucho                   | 14  | 6  | 4  | 2  | 0  | 17 | 9  | 8   |
| Defensores (Ayacucho)               | 11  | 6  | 3  | 2  | 1  | 13 | 5  | 8   |
| El Porvenir (San Clemente del Tuyú) | 7   | 6  | 2  | 1  | 3  | 12 | 14 | -2  |
| Deportivo Popular Lavalle           | 1   | 6  | 0  | 1  | 5  | 12 | 26 | -14 |

### Grupo 13
| Equipo                          | Pts | PJ | PG | PE | PP | GF | GC | Dif |
| ------------------------------- | --- | -- | -- | -- | -- | -- | -- | --- |
| Kimberley (Mar del Plata)       | 10  | 4  | 3  | 1  | 0  | 16 | 6  | 10  |
| Dep. El León (Gral.Madariaga)   | 7   | 4  | 2  | 1  | 1  | 10 | 10 | 0   |
| Juventud Unida (Gral.Madariaga) | 0   | 4  | 0  | 0  | 4  | 5  | 15 | -10 |

### Grupo 14
| Equipo                         | Pts | PJ | PG | PE | PP | GF | GC | Dif |
| ------------------------------ | --- | -- | -- | -- | -- | -- | -- | --- |
| Rivadavia (Necochea)           | 10  | 4  | 3  | 1  | 0  | 11 | 4  | 7   |
| Los Santos del Oeste (Miramar) | 7   | 4  | 2  | 1  | 1  | 6  | 5  | 1   |
| Defensores (Miramar)           | 0   | 4  | 0  | 0  | 4  | 4  | 12 | -8  |

### Grupo 15
| Equipo                         | Pts | PJ | PG | PE | PP | GF | GC | Dif |
| ------------------------------ | --- | -- | -- | -- | -- | -- | -- | --- |
| Everton (La Plata)             | 9   | 4  | 3  | 0  | 1  | 8  | 2  | 6   |
| Nueva Alianza (La Plata)       | 6   | 4  | 2  | 0  | 2  | 9  | 4  | 5   |
| Las Mandarinas (Cnel.Brandsen) | 3   | 4  | 1  | 0  | 3  | 2  | 13 | -11 |

### Grupo 16
| Equipo                         | Pts | PJ | PG | PE | PP | GF | GC | Dif |
| ------------------------------ | --- | -- | -- | -- | -- | -- | -- | --- |
| Atl.Roque Pérez (Roque Pérez)  | 6   | 4  | 1  | 3  | 0  | 6  | 3  | 3   |
| San Miguel (Gral.Las Heras)    | 5   | 4  | 1  | 2  | 1  | 5  | 5  | 0   |
| Atl.Las Heras (Gral.Las Heras) | 4   | 4  | 1  | 1  | 2  | 4  | 7  | -3  |

### Grupo 17
| Equipo                 | Pts | PJ | PG | PE | PP | GF | GC | Dif |
| ---------------------- | --- | -- | -- | -- | -- | -- | -- | --- |
| Madreselva (Lobos)     | 9   | 4  | 3  | 0  | 1  | 7  | 5  | 2   |
| S.M.A.T.A.(Cañuelas)   | 4   | 4  | 1  | 1  | 2  | 5  | 5  | 0   |
| Club Dorrego (Navarro) | 4   | 4  | 1  | 1  | 2  | 4  | 6  | -2  |

### Grupo 18
| Equipo                        | Pts | PJ | PG | PE | PP | GF | GC | Dif |
| ----------------------------- | --- | -- | -- | -- | -- | -- | -- | --- |
| Def.Plaza Italia (25 de Mayo) | 13  | 6  | 4  | 1  | 1  | 14 | 9  | 5   |
| Argentino (25 de Mayo)        | 12  | 6  | 4  | 0  | 2  | 22 | 9  | 13  |
| Def.Plaza España (25 de Mayo) | 10  | 6  | 3  | 1  | 2  | 11 | 8  | 3   |
| Sportivo (25 de Mayo)         | 0   | 6  | 0  | 0  | 6  | 5  | 26 | -21 |

### Grupo 19
| Equipo                       | Pts | PJ | PG | PE | PP | GF | GC | Dif |
| ---------------------------- | --- | -- | -- | -- | -- | -- | -- | --- |
| Atl.French (French)          | 13  | 6  | 4  | 1  | 1  | 13 | 6  | 7   |
| Atl.9 de Julio (9 de Julio)  | 9   | 6  | 3  | 0  | 3  | 7  | 5  | 2   |
| San Martín (9 de Julio)      | 7   | 6  | 2  | 1  | 3  | 6  | 9  | -3  |
| Agustín Álvarez (9 de Julio) | 6   | 6  | 2  | 0  | 4  | 4  | 10 | -6  |

### Grupo 20
| Equipo                        | Pts | PJ | PG | PE | PP | GF | GC | Dif |
| ----------------------------- | --- | -- | -- | -- | -- | -- | -- | --- |
| Viamonte F.C. (Gral.Viamonte) | 16  | 6  | 5  | 1  | 0  | 12 | 4  | 8   |
| River Plate (Los Toldos)      | 9   | 6  | 2  | 3  | 1  | 17 | 10 | 7   |
| Juventud Alsina (Los Toldos)  | 8   | 6  | 2  | 2  | 2  | 6  | 5  | 1   |
| Dep.Morea (Morea, 9 de Julio) | 0   | 6  | 0  | 0  | 6  | 6  | 22 | -16 |

### Grupo 21
| Equipo                                       | Pts | PJ | PG | PE | PP | GF | GC | Dif |
| -------------------------------------------- | --- | -- | -- | -- | -- | -- | -- | --- |
| Club Argentino Agropecuario (Carlos Casares) | 7   | 4  | 2  | 1  | 1  | 11 | 6  | 5   |
| Boca Jrs. (Pehuajo)                          | 7   | 4  | 2  | 1  | 1  | 4  | 5  | -1  |
| F.C. Argentino (Trenque Lauquen)             | 3   | 4  | 1  | 0  | 3  | 4  | 8  | -4  |

### Grupo 22
| Equipo                      | Pts | PJ | PG | PE | PP | GF | GC | Dif |
| --------------------------- | --- | -- | -- | -- | -- | -- | -- | --- |
| El Fortín (Olavarría)       | 10  | 6  | 3  | 1  | 2  | 9  | 5  | 4   |
| Empleado Comercio (Bolívar) | 10  | 6  | 3  | 1  | 2  | 8  | 11 | -3  |
| Independiente (Bolívar)     | 8   | 6  | 2  | 2  | 2  | 5  | 6  | -1  |
| Estudiantes (Olavarría)     | 6   | 6  | 2  | 0  | 4  | 9  | 9  | 0   |

### Grupo 23
| Equipo                                 | Pts | PJ | PG | PE | PP | GF | GC | Dif |
| -------------------------------------- | --- | -- | -- | -- | -- | -- | -- | --- |
| Atl.Ameghino (Ameghino, Gral.Villegas) | 10  | 4  | 3  | 1  | 0  | 12 | 5  | 7   |
| Barrio Norte (América, Rivadavia)      | 5   | 4  | 1  | 2  | 1  | 6  | 8  | -2  |
| Unión Deportiva (Tres Lomas)           | 1   | 4  | 0  | 1  | 3  | 4  | 9  | -5  |

### Grupo 24
| Equipo                                  | Pts | PJ | PG | PE | PP | GF | GC | Dif |
| --------------------------------------- | --- | -- | -- | -- | -- | -- | -- | --- |
| All Boys (Santa Rosa)                   | 12  | 6  | 3  | 3  | 0  | 7  | 2  | 5   |
| Costa Brava (General Pico)              | 9   | 6  | 2  | 3  | 1  | 9  | 7  | 2   |
| Ferro C. Oeste (General Pico)           | 8   | 6  | 2  | 2  | 2  | 8  | 6  | 2   |
| Unión Dep.Vértiz (Vértiz, General Pico) | 3   | 6  | 1  | 0  | 5  | 4  | 13 | -9  |

### Grupo 25
| Equipo                          | Pts | PJ | PG | PE | PP | GF | GC | Dif |
| ------------------------------- | --- | -- | -- | -- | -- | -- | -- | --- |
| Sp.Olimpo (Tres Arroyos)        | 9   | 4  | 3  | 1  | 0  | 12 | 7  | 5   |
| Juventud (Laprida)              | 5   | 4  | 1  | 2  | 1  | 7  | 9  | -2  |
| Dep. Barracas (Gral. La Madrid) | 2   | 4  | 0  | 2  | 2  | 4  | 7  | -3  |

### Grupo 26
| Equipo                       | Pts | PJ | PG | PE | PP | GF | GC | Dif |
| ---------------------------- | --- | -- | -- | -- | -- | -- | -- | --- |
| Tiro Federal (Bahía Blanca)  | 13  | 6  | 4  | 1  | 1  | 16 | 7  | 9   |
| Puan F.C. (Puan,C.Suárez)    | 11  | 6  | 3  | 2  | 1  | 12 | 10 | 2   |
| Peñarol (Pigüe,C.Suárez)     | 9   | 6  | 3  | 0  | 3  | 15 | 11 | 4   |
| L.N. Alem (Coronel Pringles) | 1   | 6  | 0  | 1  | 5  | 5  | 20 | -15 |

### Grupo 27
| Equipo                         | Pts | PJ | PG | PE | PP | GF | GC | Dif |
| ------------------------------ | --- | -- | -- | -- | -- | -- | -- | --- |
| Gral. Rojo (San Nicolas)       | 9   | 6  | 2  | 3  | 1  | 14 | 10 | 4   |
| Social Ramallo (Villa Ramallo) | 9   | 6  | 2  | 3  | 1  | 12 | 10 | 2   |
| Belgrano (San Nicolas)         | 8   | 6  | 2  | 2  | 2  | 11 | 12 | -1  |
| Regatas (San Nicolas)          | 5   | 6  | 1  | 2  | 3  | 11 | 16 | -5  |

### Grupo 28
| Equipo                       | Pts | PJ | PG | PE | PP | GF | GC | Dif |
| ---------------------------- | --- | -- | -- | -- | -- | -- | -- | --- |
| Sportman (Carmen de Areco)   | 13  | 6  | 4  | 1  | 1  | 17 | 10 | 7   |
| Defensa Argentina (Junin)    | 9   | 6  | 2  | 3  | 1  | 12 | 10 | 2   |
| Obras Sanitarias (Arrecifes) | 7   | 6  | 2  | 1  | 3  | 15 | 19 | -4  |
| Origone F.C. (Agustín Roca)  | 4   | 6  | 1  | 1  | 4  | 9  | 17 | -8  |

### Grupo 29
| Equipo                 | Pts | PJ | PG | PE | PP | GF | GC | Dif |
| ---------------------- | --- | -- | -- | -- | -- | -- | -- | --- |
| Villa Belgrano (Junin) | 8   | 4  | 2  | 2  | 0  | 9  | 2  | 7   |
| Argentino (Lincoln)    | 5   | 4  | 1  | 2  | 1  | 4  | 4  | 0   |
| Jorge Newbery (Junin)  | 3   | 4  | 1  | 0  | 3  | 4  | 11 | -7  |

### Grupo 30
| Equipo                    | Pts | PJ | PG | PE | PP | GF | GC | Dif |
| ------------------------- | --- | -- | -- | -- | -- | -- | -- | --- |
| Independiente (Chivilcoy) | 16  | 6  | 5  | 1  | 0  | 16 | 5  | 11  |
| Rivadavia (Chacabuco)     | 10  | 6  | 3  | 1  | 2  | 11 | 7  | 4   |
| River (Chacabuco)         | 6   | 6  | 2  | 0  | 4  | 9  | 11 | -2  |
| Pioneros F.C. (Campana)   | 3   | 6  | 1  | 0  | 5  | 4  | 17 | -13 |

### Grupo 31
| Equipo                | Pts | PJ | PG | PE | PP | GF | GC | Dif |
| --------------------- | --- | -- | -- | -- | -- | -- | -- | --- |
| Defensores (Salto)    | 16  | 6  | 5  | 1  | 0  | 16 | 5  | 11  |
| Argentino (Pergamino) | 9   | 6  | 3  | 0  | 3  | 9  | 7  | 2   |
| Juventud (Pergamino)  | 6   | 6  | 2  | 0  | 4  | 7  | 10 | -3  |
| Alem (Pergamino)      | 4   | 6  | 1  | 1  | 4  | 5  | 15 | -10 |

### Grupo 32
| Equipo                           | Pts | PJ | PG | PE | PP | GF | GC | Dif |
| -------------------------------- | --- | -- | -- | -- | -- | -- | -- | --- |
| El Frontón (San Andrés de Giles) | 13  | 6  | 4  | 1  | 1  | 11 | 5  | 6   |
| Club Mercedes (Mercedes)         | 10  | 6  | 3  | 1  | 2  | 14 | 6  | 8   |
| Las Palometas (Mercedes)         | 9   | 6  | 3  | 0  | 3  | 6  | 13 | -7  |
| Juventud (Suipacha)              | 2   | 6  | 0  | 2  | 4  | 6  | 13 | -7  |

### Grupo 33
| Equipo                              | Pts | PJ | PG | PE | PP | GF | GC | Dif |
| ----------------------------------- | --- | -- | -- | -- | -- | -- | -- | --- |
| Mutual Camioneros (Gral. Rodríguez) | 16  | 6  | 5  | 1  | 0  | 14 | 1  | 13  |
| Club Monterrey (Pres.Derqui)        | 10  | 6  | 3  | 1  | 2  | 7  | 8  | -1  |
| Atl.Moreno (Moreno)                 | 5   | 6  | 1  | 2  | 3  | 7  | 12 | -5  |
| Náutico Hacoaj (Tigre)              | 2   | 6  | 0  | 2  | 4  | 5  | 12 | -7  |

### Grupo 34
| Equipo                           | Pts | PJ | PG | PE | PP | GF | GC | Dif |
| -------------------------------- | --- | -- | -- | -- | -- | -- | -- | --- |
| Atl.Baradero (Baradero)          | 14  | 6  | 4  | 2  | 0  | 16 | 7  | 9   |
| Cefalier F.C. (José C.Paz)       | 9   | 6  | 2  | 3  | 1  | 8  | 11 | -3  |
| Pilar F.C. (Pilar, Buenos Aires) | 5   | 6  | 1  | 2  | 3  | 8  | 8  | 0   |
| Atl.Caza y Pesca (Don Torcuato)  | 3   | 6  | 0  | 3  | 3  | 7  | 13 | -6  |

### Grupo 35
| Equipo             | Pts | PJ | PG | PE | PP | GF | GC | Dif |
| ------------------ | --- | -- | -- | -- | -- | -- | -- | --- |
| Mitre (San Pedro)  | 14  | 6  | 4  | 2  | 0  | 12 | 5  | 7   |
| Mutual UTA (Lujan) | 11  | 6  | 3  | 2  | 1  | 9  | 9  | 0   |
| SATSAID (Lujan)    | 4   | 6  | 1  | 1  | 4  | 6  | 9  | -3  |
| Belgrano (Zarate)  | 4   | 6  | 1  | 1  | 4  | 8  | 12 | -4  |

### Grupo 36
| Equipo                        | Pts | PJ | PG | PE | PP | GF | GC | Dif |
| ----------------------------- | --- | -- | -- | -- | -- | -- | -- | --- |
| Argentino Quilmes (Rafaela)   | 11  | 6  | 3  | 2  | 1  | 11 | 7  | 4   |
| Peñarol (Rafaela)             | 10  | 6  | 3  | 1  | 2  | 12 | 10 | 2   |
| Atl.Adelante (Reconquista)    | 7   | 6  | 2  | 1  | 3  | 7  | 7  | 0   |
| Ocampo Fabrica (Villa Ocampo) | 6   | 6  | 2  | 0  | 4  | 8  | 14 | -6  |

### Grupo 37
| Equipo                           | Pts | PJ | PG | PE | PP | GF | GC | Dif |
| -------------------------------- | --- | -- | -- | -- | -- | -- | -- | --- |
| Coronel Aguirre (V.Gdor. Gálvez) | 11  | 6  | 3  | 2  | 1  | 15 | 10 | 5   |
| Atl. Carcaraña (Carcaraña)       | 10  | 6  | 3  | 1  | 2  | 10 | 8  | 2   |
| Unión y Cultural (Murphy)        | 8   | 6  | 2  | 2  | 2  | 6  | 9  | -3  |
| A.S.A.C. (Arroyo Seco)           | 4   | 6  | 1  | 1  | 4  | 8  | 12 | -4  |

### Grupo 38
| Equipo                          | Pts | PJ | PG | PE | PP | GF | GC | Dif |
| ------------------------------- | --- | -- | -- | -- | -- | -- | -- | --- |
| Sp.Rivadavia (Venado Tuerto)    | 10  | 4  | 3  | 1  | 0  | 5  | 2  | 3   |
| Club Arteaga M.S.y B. (Arteaga) | 5   | 4  | 1  | 2  | 1  | 3  | 3  | 0   |
| Racing Club (Teodolina)         | 1   | 4  | 0  | 1  | 3  | 4  | 7  | -3  |

### Grupo 39
| Equipo                       | Pts | PJ | PG | PE | PP | GF | GC | Dif |
| ---------------------------- | --- | -- | -- | -- | -- | -- | -- | --- |
| Belgrano (Paraná)            | 13  | 6  | 4  | 1  | 1  | 14 | 3  | 11  |
| Santa Fe F.C. (Santa Fe)     | 11  | 6  | 3  | 2  | 1  | 12 | 3  | 9   |
| Unión (Crespo ER)            | 8   | 6  | 2  | 2  | 2  | 10 | 12 | -2  |
| Náutico El Quillá (Santa Fe) | 1   | 6  | 0  | 1  | 5  | 7  | 25 | -18 |

### Grupo 40
| Equipo                           | Pts | PJ | PG | PE | PP | GF | GC | Dif |
| -------------------------------- | --- | -- | -- | -- | -- | -- | -- | --- |
| Sanjustino (San Justo, Santa Fe) | 13  | 6  | 4  | 1  | 1  | 8  | 3  | 5   |
| Atl.Palermo (Paraná)             | 9   | 6  | 3  | 0  | 3  | 7  | 7  | 0   |
| Juventud (Esperanza)             | 8   | 6  | 2  | 2  | 2  | 3  | 4  | -1  |
| Banco Provincial (Santa Fe)      | 4   | 6  | 1  | 1  | 4  | 4  | 8  | -4  |

### Grupo 41
| Equipo                    | Pts | PJ | PG | PE | PP | GF | GC | Dif |
| ------------------------- | --- | -- | -- | -- | -- | -- | -- | --- |
| Arsenal (Viale)           | 9   | 4  | 3  | 0  | 1  | 8  | 2  | 6   |
| Atl.Hasenkamp (Hasenkamp) | 4   | 4  | 1  | 1  | 2  | 3  | 5  | -2  |
| Social Tabossi (Tabossi)  | 4   | 4  | 1  | 1  | 2  | 3  | 7  | -4  |

### Grupo 42
| Equipo                             | Pts | PJ | PG | PE | PP | GF | GC | Dif |
| ---------------------------------- | --- | -- | -- | -- | -- | -- | -- | --- |
| Atl.Feliciano (San José Feliciano) | 7   | 4  | 2  | 1  | 1  | 8  | 6  | 2   |
| Atl. Caballú (La Paz)              | 7   | 4  | 2  | 1  | 1  | 10 | 9  | 1   |
| Santa Marta (Santa Elena)          | 3   | 4  | 1  | 0  | 3  | 5  | 8  | -3  |

### Grupo 43
| Equipo                     | Pts | PJ | PG | PE | PP | GF | GC | Dif |
| -------------------------- | --- | -- | -- | -- | -- | -- | -- | --- |
| Comunicaciones (Concordia) | 11  | 6  | 3  | 2  | 1  | 8  | 5  | 3   |
| Wanderer's (Concordia)     | 10  | 6  | 3  | 1  | 2  | 7  | 7  | 0   |
| Atl.Campito (Colón)        | 8   | 6  | 2  | 2  | 2  | 4  | 5  | -1  |
| Talleres (Federal)         | 4   | 6  | 1  | 1  | 4  | 6  | 8  | -2  |

### Grupo 44
| Equipo                       | Pts | PJ | PG | PE | PP | GF | GC | Dif |
| ---------------------------- | --- | -- | -- | -- | -- | -- | -- | --- |
| Atl.Uruguay (C. del Uruguay) | 16  | 6  | 5  | 1  | 0  | 14 | 6  | 8   |
| Almagro (C. del Uruguay)     | 10  | 6  | 3  | 1  | 2  | 10 | 10 | 0   |
| Juventud (Urdinarrain)       | 4   | 6  | 1  | 1  | 4  | 9  | 11 | -2  |
| La Academia (Gral.Galarza)   | 4   | 6  | 1  | 1  | 4  | 7  | 13 | -6  |

### Grupo 45
| Equipo                               | Pts | PJ | PG | PE | PP | GF | GC | Dif |
| ------------------------------------ | --- | -- | -- | -- | -- | -- | -- | --- |
| Papel Misionero (Capiovy)            | 11  | 6  | 3  | 2  | 1  | 7  | 4  | 3   |
| Dep.Vicov (Eldorado)                 | 9   | 6  | 3  | 0  | 3  | 10 | 10 | 0   |
| 8 de Mayo (Puerto Iguazú)            | 8   | 6  | 2  | 2  | 2  | 9  | 9  | 0   |
| Atl. Jardín América (Jardín América) | 5   | 6  | 1  | 2  | 3  | 8  | 11 | -3  |

### Grupo 46
| Equipo                       | Pts | PJ | PG | PE | PP | GF | GC | Dif |
| ---------------------------- | --- | -- | -- | -- | -- | -- | -- | --- |
| Sol de Mayo (Colonia Liebig) | 7   | 4  | 2  | 1  | 1  | 5  | 4  | 1   |
| La Picada (Posadas)          | 6   | 4  | 1  | 3  | 0  | 5  | 3  | 2   |
| Ex. Alumnos Esc. 185 (Obera) | 2   | 4  | 0  | 2  | 2  | 1  | 4  | -3  |

### Grupo 47
| Equipo                      | Pts | PJ | PG | PE | PP | GF | GC | Dif |
| --------------------------- | --- | -- | -- | -- | -- | -- | -- | --- |
| Huracán F.C. (Goya)         | 8   | 4  | 2  | 2  | 0  | 6  | 3  | 3   |
| Sp.Ferroviario (Corrientes) | 5   | 4  | 1  | 2  | 1  | 4  | 4  | 0   |
| Sp.Esquinense (Esquinense)  | 2   | 4  | 0  | 2  | 2  | 4  | 7  | -3  |

### Grupo 48
| Equipo                                | Pts | PJ | PG | PE | PP | GF | GC | Dif |
| ------------------------------------- | --- | -- | -- | -- | -- | -- | -- | --- |
| Comunicaciones (Mercedes, Corrientes) | 11  | 6  | 3  | 2  | 1  | 15 | 7  | 8   |
| Crisol San Martín (Gdor.Virasoro)     | 8   | 6  | 2  | 2  | 2  | 5  | 6  | -1  |
| Dep.Madariaga (Paso de los Libres)    | 7   | 6  | 1  | 4  | 1  | 7  | 6  | 1   |
| Luz y Fuerza (Gdor.Virasoro)          | 6   | 6  | 2  | 0  | 4  | 6  | 14 | -8  |

### Grupo 49
| Equipo                            | Pts | PJ | PG | PE | PP | GF | GC | Dif |
| --------------------------------- | --- | -- | -- | -- | -- | -- | -- | --- |
| Atl.Laguna Blanca (Laguna Blanca) | 16  | 6  | 5  | 1  | 0  | 13 | 5  | 8   |
| Sol de Mayo (Formosa)             | 9   | 6  | 2  | 3  | 1  | 12 | 7  | 5   |
| 8 de Diciembre (Laguna Blanca)    | 5   | 6  | 1  | 2  | 3  | 7  | 15 | -8  |
| Chacra 8 (Formosa)                | 3   | 6  | 1  | 0  | 5  | 7  | 12 | -5  |

### Grupo 50
| Equipo                      | Pts | PJ | PG | PE | PP | GF | GC | Dif |
| --------------------------- | --- | -- | -- | -- | -- | -- | -- | --- |
| Sol de América (Formosa)    | 13  | 6  | 4  | 1  | 1  | 19 | 4  | 15  |
| Juventud (Clorinda)         | 11  | 6  | 3  | 2  | 1  | 11 | 9  | 2   |
| Talleres (Clorinda)         | 7   | 6  | 2  | 1  | 3  | 8  | 17 | -9  |
| Def.Villa Rosario (Formosa) | 3   | 6  | 1  | 0  | 5  | 5  | 13 | -8  |

### Grupo 51
| Equipo                                 | Pts | PJ | PG | PE | PP | GF | GC | Dif |
| -------------------------------------- | --- | -- | -- | -- | -- | -- | -- | --- |
| Atl.Sportivo P.R.S. Peña (P.R.S. Peña) | 7   | 4  | 2  | 1  | 1  | 6  | 4  | 2   |
| Sp.Cultural (JJ Castelli)              | 4   | 4  | 1  | 1  | 2  | 3  | 6  | -3  |
| 19 de Marzo (Pirané)                   | 3   | 4  | 1  | 0  | 3  | 5  | 6  | -1  |

### Grupo 52
| Equipo                    | Pts | PJ | PG | PE | PP | GF | GC | Dif |
| ------------------------- | --- | -- | -- | -- | -- | -- | -- | --- |
| Libertad (Charata)        | 16  | 6  | 5  | 1  | 0  | 28 | 9  | 19  |
| Obreros Unidos (Corzuela) | 9   | 6  | 2  | 3  | 1  | 11 | 14 | -3  |
| Alianza (Campo Largo)     | 7   | 6  | 2  | 1  | 3  | 7  | 10 | -3  |
| San Lorenzo (P.R.S. Peña) | 1   | 6  | 0  | 1  | 5  | 8  | 21 | -13 |

### Grupo 53
| Equipo                     | Pts | PJ | PG | PE | PP | GF | GC | Dif |
| -------------------------- | --- | -- | -- | -- | -- | -- | -- | --- |
| Dep. Comercio (S.Sylvina)  | 16  | 6  | 5  | 1  | 0  | 12 | 3  | 9   |
| Boca Juniors (Quitilipi)   | 8   | 6  | 2  | 2  | 2  | 7  | 6  | 1   |
| Sp. Central (Quitilipi)    | 7   | 6  | 2  | 1  | 3  | 9  | 7  | 2   |
| M. Ugarte (Cnel. Du graty) | 2   | 6  | 0  | 2  | 4  | 4  | 16 | -12 |

### Grupo 54
| Equipo                          | Pts | PJ | PG | PE | PP | GF | GC | Dif |
| ------------------------------- | --- | -- | -- | -- | -- | -- | -- | --- |
| Unión Progresista (V.Angela)    | 14  | 6  | 4  | 2  | 0  | 11 | 5  | 6   |
| El Fortín (Machagai)            | 10  | 6  | 2  | 4  | 0  | 9  | 6  | 3   |
| Cooperativa (V.Barthet)         | 6   | 6  | 2  | 0  | 4  | 9  | 11 | -2  |
| Recreativo Argentino (Machagai) | 2   | 6  | 0  | 2  | 4  | 6  | 13 | -7  |

### Grupo 55
| Equipo                             | Pts | PJ | PG | PE | PP | GF | GC | Dif |
| ---------------------------------- | --- | -- | -- | -- | -- | -- | -- | --- |
| Dep.Fontana (Fontana, Resistencia) | 14  | 6  | 4  | 2  | 0  | 11 | 1  | 10  |
| San Carlos (La Escondida)          | 11  | 6  | 3  | 2  | 1  | 12 | 5  | 7   |
| Rec.Toba (Gral. San Martín)        | 5   | 6  | 1  | 2  | 3  | 7  | 14 | -7  |
| Sp.Plaza (Pres. de La Plaza)       | 3   | 6  | 1  | 0  | 5  | 7  | 17 | -10 |

### Grupo 56
| Equipo                            | Pts | PJ | PG | PE | PP | GF | GC | Dif |
| --------------------------------- | --- | -- | -- | -- | -- | -- | -- | --- |
| América (Gral. San Martín)        | 13  | 6  | 4  | 1  | 1  | 8  | 4  | 4   |
| Atl.Regional (Resistencia)        | 10  | 6  | 3  | 1  | 2  | 15 | 9  | 6   |
| Resistencia Central (Resistencia) | 8   | 6  | 2  | 2  | 2  | 7  | 6  | 1   |
| Río Teuco (Pampa del Indio)       | 2   | 6  | 0  | 2  | 4  | 3  | 14 | -11 |

### Grupo 57
| Equipo                      | Pts | PJ | PG | PE | PP | GF | GC | Dif |
| --------------------------- | --- | -- | -- | -- | -- | -- | -- | --- |
| Sp. Animaná (Animaná)       | 11  | 6  | 3  | 2  | 1  | 11 | 6  | 5   |
| Juan Pablo II (Animaná)     | 9   | 6  | 2  | 3  | 1  | 9  | 8  | 1   |
| Social Rivadavia (Cafayate) | 7   | 6  | 1  | 4  | 1  | 8  | 9  | -1  |
| FONAVI (Cafayate)           | 3   | 6  | 0  | 3  | 3  | 3  | 8  | -5  |

### Grupo 58
| Equipo                             | Pts | PJ | PG | PE | PP | GF | GC | Dif |
| ---------------------------------- | --- | -- | -- | -- | -- | -- | -- | --- |
| Atl.Chicoana (Chicoana, Cerrillos) | 9   | 4  | 3  | 0  | 1  | 10 | 6  | 4   |
| Atlas (Salta)                      | 6   | 4  | 2  | 0  | 2  | 7  | 7  | 0   |
| Dep. La Merced (La Merced)         | 3   | 4  | 1  | 0  | 3  | 4  | 8  | -4  |

### Grupo 59
| Equipo                        | Pts | PJ | PG | PE | PP | GF | GC | Dif |
| ----------------------------- | --- | -- | -- | -- | -- | -- | -- | --- |
| Villa San Antonio (Salta)     | 7   | 4  | 2  | 1  | 1  | 4  | 2  | 2   |
| Juv. Unida (Rosario de Lerma) | 6   | 4  | 2  | 0  | 2  | 5  | 6  | -1  |
| San Bernardo (Coronel Moldes) | 4   | 4  | 1  | 1  | 2  | 6  | 7  | -1  |

### Grupo 60
| Equipo             | Pts | PJ | PG | PE | PP | GF | GC | Dif |
| ------------------ | --- | -- | -- | -- | -- | -- | -- | --- |
| Libertad (Salta)   | 12  | 6  | 4  | 0  | 2  | 11 | 9  | 2   |
| Mitre (Salta)      | 10  | 6  | 3  | 1  | 2  | 12 | 8  | 4   |
| San Martín (Salta) | 7   | 6  | 2  | 1  | 3  | 6  | 8  | -2  |
| Peñarol (Salta)    | 6   | 6  | 2  | 0  | 4  | 9  | 13 | -4  |

### Grupo 61
| Equipo                               | Pts | PJ | PG | PE | PP | GF | GC | Dif |
| ------------------------------------ | --- | -- | -- | -- | -- | -- | -- | --- |
| Gral.Güemes (Rosario de la Frontera) | 14  | 6  | 4  | 2  | 0  | 9  | 4  | 5   |
| 14 de Abril (General Güemes)         | 9   | 6  | 2  | 3  | 1  | 12 | 4  | 8   |
| Unión Güemes (General Güemes)        | 8   | 6  | 2  | 2  | 2  | 6  | 5  | 1   |
| Marco Avellaneda (Metán)             | 1   | 6  | 0  | 1  | 5  | 4  | 18 | -14 |

### Grupo 62
| Equipo                                      | Pts | PJ | PG | PE | PP | GF | GC | Dif |
| ------------------------------------------- | --- | -- | -- | -- | -- | -- | -- | --- |
| Atl.Progreso (Rosario de la Frontera)       | 15  | 6  | 5  | 0  | 1  | 18 | 8  | 10  |
| Instituto Tráfico (Metán)                   | 9   | 6  | 3  | 0  | 3  | 11 | 10 | 1   |
| Club de Tiro Social y Dep. (General Güemes) | 7   | 6  | 2  | 1  | 3  | 7  | 11 | -4  |
| Islas Malvinas (General Güemes)             | 4   | 6  | 1  | 1  | 4  | 8  | 15 | -7  |

### Grupo 63
| Equipo                      | Pts | PJ | PG | PE | PP | GF | GC | Dif |
| --------------------------- | --- | -- | -- | -- | -- | -- | -- | --- |
| River Plate (Embarcación)   | 15  | 6  | 5  | 0  | 1  | 17 | 6  | 11  |
| Dep.Tabacal (El Tabacal)    | 10  | 6  | 3  | 1  | 2  | 13 | 10 | 3   |
| Dep.Estrella (Taco Pozo)    | 8   | 6  | 2  | 2  | 2  | 8  | 11 | -3  |
| Las Lilas F.C. (Gaona, JVG) | 1   | 6  | 0  | 1  | 5  | 2  | 13 | -11 |

### Grupo 64
| Equipo                        | Pts | PJ | PG | PE | PP | GF | GC | Dif |
| ----------------------------- | --- | -- | -- | -- | -- | -- | -- | --- |
| Dep.Malvinas (Apol. Saravia)  | 11  | 6  | 3  | 2  | 1  | 10 | 9  | 1   |
| El Dorado (Coronel Mollinedo) | 8   | 6  | 2  | 2  | 2  | 8  | 7  | 1   |
| Sp. Embarcación (Embarcación) | 7   | 6  | 2  | 1  | 3  | 7  | 8  | -1  |
| Mitre (Orán)                  | 6   | 6  | 1  | 3  | 2  | 7  | 8  | -1  |

### Grupo 65
| Equipo                                 | Pts | PJ | PG | PE | PP | GF | GC | Dif |
| -------------------------------------- | --- | -- | -- | -- | -- | -- | -- | --- |
| Dep. Coronel Cornejo (Coronel Cornejo) | 10  | 6  | 3  | 1  | 2  | 14 | 7  | 7   |
| Social Guaraní (Tartagal)              | 10  | 6  | 3  | 1  | 2  | 11 | 13 | -2  |
| Alianza San Martín Tercif (Tartagal)   | 9   | 6  | 3  | 0  | 3  | 10 | 10 | 0   |
| Dep.Belgrano (General Mosconi)         | 6   | 6  | 2  | 0  | 4  | 6  | 11 | -5  |

### Grupo 66
| Equipo                                 | Pts | PJ | PG | PE | PP | GF | GC | Dif |
| -------------------------------------- | --- | -- | -- | -- | -- | -- | -- | --- |
| Monterrico San Vicente (Monterrico)    | 14  | 6  | 4  | 2  | 0  | 13 | 3  | 10  |
| Herminio Arrieta (Lib.Gral.San Martín) | 13  | 6  | 4  | 1  | 1  | 9  | 4  | 5   |
| Dep. Luján (Jujuy)                     | 7   | 6  | 2  | 1  | 3  | 11 | 10 | 1   |
| General Lavalle (La Quiaca)            | 0   | 6  | 0  | 0  | 6  | 2  | 18 | -16 |

### Grupo 67
| Equipo                            | Pts | PJ | PG | PE | PP | GF | GC | Dif |
| --------------------------------- | --- | -- | -- | -- | -- | -- | -- | --- |
| Atl.Cuyaya (Jujuy)                | 11  | 6  | 3  | 2  | 1  | 10 | 3  | 7   |
| Atl.El Talar (El Talar)           | 9   | 6  | 3  | 0  | 3  | 13 | 14 | -1  |
| Sp.Rivadavia (El Carmén)          | 8   | 6  | 2  | 2  | 2  | 13 | 11 | 2   |
| Gimnasia y Tiro (Yavi, La Quiaca) | 5   | 6  | 1  | 2  | 3  | 7  | 15 | -8  |

### Grupo 68
| Equipo                               | Pts | PJ | PG | PE | PP | GF | GC | Dif |
| ------------------------------------ | --- | -- | -- | -- | -- | -- | -- | --- |
| Atl.El Polo (La Esperanza)           | 8   | 4  | 2  | 2  | 0  | 12 | 6  | 6   |
| Tiro y Dep. Río Grande (La Mendieta) | 7   | 4  | 2  | 1  | 1  | 7  | 4  | 3   |
| Atl.Fantasmas (Perico del Carmen)    | 1   | 4  | 0  | 1  | 3  | 5  | 14 | -9  |

### Grupo 69
| Equipo                                | Pts | PJ | PG | PE | PP | GF | GC | Dif |
| ------------------------------------- | --- | -- | -- | -- | -- | -- | -- | --- |
| Def.Esquiu (San José, Valle Viejo)    | 12  | 6  | 3  | 3  | 0  | 14 | 6  | 8   |
| Obreros de San Isidro (San Isidro)    | 11  | 6  | 3  | 2  | 1  | 8  | 5  | 3   |
| San Lorenzo Alem (Alem, Catamarca)    | 10  | 6  | 3  | 1  | 2  | 11 | 8  | 3   |
| Juventud Unida Santa Rosa (Catamarca) | 0   | 6  | 0  | 0  | 6  | 3  | 17 | -14 |

### Grupo 70
| Equipo                              | Pts | PJ | PG | PE | PP | GF | GC | Dif |
| ----------------------------------- | --- | -- | -- | -- | -- | -- | -- | --- |
| Unión Aconquija (Las Estancias)     | 13  | 6  | 4  | 1  | 1  | 11 | 4  | 7   |
| Tiro Federal (Londres, Belén)       | 7   | 6  | 1  | 4  | 1  | 4  | 4  | 0   |
| Progreso (Tinogasta)                | 6   | 6  | 1  | 3  | 2  | 6  | 9  | -3  |
| Tiro Federal y Gimnasia (Andalgalá) | 5   | 6  | 1  | 2  | 3  | 6  | 10 | -4  |

### Grupo 71
| Equipo                         | Pts | PJ | PG | PE | PP | GF | GC | Dif |
| ------------------------------ | --- | -- | -- | -- | -- | -- | -- | --- |
| Unión San Vicente (Córdoba)    | 13  | 6  | 4  | 1  | 1  | 11 | 4  | 7   |
| Dep.Atalaya (Córdoba)          | 7   | 6  | 1  | 4  | 1  | 4  | 4  | 0   |
| Dep. Colón (Colonia Caroya)    | 6   | 6  | 1  | 3  | 2  | 6  | 9  | -3  |
| Asoc.Dep.Juniors Club (Suardi) | 5   | 6  | 1  | 2  | 3  | 6  | 10 | -4  |

### Grupo 72
| Equipo                                  | Pts | PJ | PG | PE | PP | GF | GC | Dif |
| --------------------------------------- | --- | -- | -- | -- | -- | -- | -- | --- |
| Atl.Ascasubi (Villa Ascasubi)           | 9   | 4  | 3  | 0  | 1  | 11 | 10 | 1   |
| Sp.9 de Julio (Río Tercero)             | 6   | 4  | 2  | 0  | 2  | 12 | 7  | 5   |
| Alianza Coronel Moldes (Coronel Moldes) | 3   | 4  | 1  | 0  | 3  | 8  | 14 | -6  |

### Grupo 73
| Equipo                           | Pts | PJ | PG | PE | PP | GF | GC | Dif |
| -------------------------------- | --- | -- | -- | -- | -- | -- | -- | --- |
| Unión Lugones (Lugones, Añatuya) | 9   | 4  | 3  | 0  | 1  | 7  | 5  | 2   |
| Boca Juniors (Tintina)           | 7   | 4  | 2  | 1  | 1  | 8  | 5  | 3   |
| Sp. Dora (Colonia Dora, Añatuya) | 1   | 4  | 0  | 1  | 3  | 1  | 6  | -5  |

### Grupo 74
| Equipo                              | Pts | PJ | PG | PE | PP | GF | GC | Dif |
| ----------------------------------- | --- | -- | -- | -- | -- | -- | -- | --- |
| San Lorenzo (Pampa de los Guanacos) | 8   | 4  | 2  | 2  | 0  | 5  | 3  | 2   |
| Belgrano (Monte Quemado)            | 5   | 4  | 2  | 1  | 1  | 5  | 5  | 0   |
| San Martín (Monte Quemado)          | 2   | 4  | 0  | 1  | 3  | 3  | 5  | -2  |

### Grupo 75
| Equipo                                         | Pts | PJ | PG | PE | PP | GF | GC | Dif |
| ---------------------------------------------- | --- | -- | -- | -- | -- | -- | -- | --- |
| Unión Santiago (Santiago del Estero)           | 8   | 4  | 2  | 2  | 0  | 5  | 3  | 2   |
| Sp. Fernández (Fernández, Santiago del Estero) | 7   | 4  | 1  | 2  | 1  | 5  | 3  | 2   |
| Güemes (Santiago del Estero)                   | 1   | 4  | 0  | 1  | 3  | 1  | 5  | -4  |

### Grupo 76
| Equipo                             | Pts | PJ | PG | PE | PP | GF | GC | Dif |
| ---------------------------------- | --- | -- | -- | -- | -- | -- | -- | --- |
| Atl. Famaillá (Famaillá, Tucumán)  | 11  | 6  | 3  | 2  | 1  | 12 | 6  | 6   |
| Atl.Los Dorados (Termas Río Hondo) | 11  | 6  | 3  | 2  | 1  | 10 | 7  | 3   |
| Estudiantes (Santiago del Estero)  | 9   | 6  | 2  | 3  | 1  | 14 | 10 | 4   |
| Atl.Termas (Termas Río Hondo)      | 1   | 6  | 0  | 1  | 5  | 6  | 19 | -13 |

### Grupo 77
| Equipo                    | Pts | PJ | PG | PE | PP | GF | GC | Dif |
| ------------------------- | --- | -- | -- | -- | -- | -- | -- | --- |
| Talleres (Frías)          | 13  | 6  | 4  | 1  | 1  | 10 | 7  | 3   |
| Villa Paulina (Frías)     | 10  | 6  | 3  | 1  | 2  | 6  | 4  | 2   |
| Instituto Tráfico (Frías) | 7   | 6  | 2  | 1  | 3  | 8  | 8  | 0   |
| Atl. Frías (Frías)        | 4   | 6  | 1  | 1  | 4  | 4  | 9  | -5  |

### Grupo 78
| Equipo                              | Pts | PJ | PG | PE | PP | GF | GC | Dif |
| ----------------------------------- | --- | -- | -- | -- | -- | -- | -- | --- |
| Sp. Guzmán (Tucumán)                | 13  | 6  | 4  | 1  | 1  | 11 | 6  | 5   |
| Dep.Aguilares (Aguilares)           | 12  | 6  | 4  | 0  | 2  | 11 | 7  | 4   |
| Dep. Marapá (Juan Bautista Alberdi) | 10  | 6  | 3  | 1  | 2  | 10 | 8  | 2   |
| San Lorenzo (Santa Ana, Tucumán)    | 0   | 6  | 0  | 0  | 6  | 3  | 14 | -11 |

### Grupo 79
| Equipo                                        | Pts | PJ | PG | PE | PP | GF | GC | Dif |
| --------------------------------------------- | --- | -- | -- | -- | -- | -- | -- | --- |
| Sp.9 de Julio (San Juan)                      | 12  | 6  | 4  | 0  | 2  | 7  | 4  | 3   |
| Atl.Marquesado (Marquesado)                   | 10  | 6  | 3  | 1  | 2  | 6  | 7  | -1  |
| Atl. Peñaflor (San Martín, Caucete, San Juan) | 8   | 6  | 2  | 2  | 2  | 3  | 3  | 0   |
| Sp. Peñarol (Chimbas)                         | 4   | 6  | 1  | 1  | 4  | 5  | 7  | -2  |

### Grupo 80
| Equipo                                        | Pts | PJ | PG | PE | PP | GF | GC | Dif |
| --------------------------------------------- | --- | -- | -- | -- | -- | -- | -- | --- |
| Colón Juniors (San Juan)                      | 16  | 6  | 5  | 1  | 0  | 10 | 2  | 8   |
| Independiente Villa Obera (Chimbas)           | 10  | 6  | 3  | 1  | 2  | 10 | 9  | 1   |
| Sp.Árbol Verde (Concepción, San Juan)         | 4   | 6  | 1  | 1  | 4  | 7  | 11 | -4  |
| Sp.San Isidro (San Martín, Caucete, San Juan) | 4   | 6  | 1  | 1  | 4  | 5  | 10 | -5  |

### Grupo 81
| Equipo                             | Pts | PJ | PG | PE | PP | GF | GC | Dif |
| ---------------------------------- | --- | -- | -- | -- | -- | -- | -- | --- |
| Defensores de la Boca (La Rioja)   | 14  | 6  | 4  | 2  | 0  | 13 | 2  | 11  |
| Andino S.C. (La Rioja)             | 9   | 6  | 3  | 0  | 3  | 11 | 9  | 2   |
| Defensores de La Plata (Chilecito) | 7   | 6  | 1  | 4  | 1  | 4  | 5  | -1  |
| Atl.Anguinan (Anguinan)            | 2   | 6  | 0  | 2  | 4  | 3  | 15 | -12 |

### Grupo 82
| Equipo                                     | Pts | PJ | PG | PE | PP | GF | GC | Dif |
| ------------------------------------------ | --- | -- | -- | -- | -- | -- | -- | --- |
| Club Empleados de Comercio (Mendoza)       | 10  | 6  | 3  | 1  | 2  | 6  | 5  | 1   |
| Andes Talleres (Godoy Cruz, Mendoza)       | 9   | 6  | 2  | 3  | 1  | 10 | 9  | 1   |
| Atl.Argentino (Guaymallén, Mendoza)        | 7   | 6  | 2  | 1  | 3  | 8  | 8  | 0   |
| Centro Dep. Rivadavia (Rivadavia, Mendoza) | 7   | 6  | 2  | 1  | 3  | 6  | 8  | -2  |

### Grupo 83
| Equipo                          | Pts | PJ | PG | PE | PP | GF | GC | Dif |
| ------------------------------- | --- | -- | -- | -- | -- | -- | -- | --- |
| Gutiérrez S.C. (Gutiérrez)      | 13  | 6  | 4  | 1  | 1  | 5  | 1  | 4   |
| Atl.Palmira (Mendoza)           | 8   | 6  | 2  | 2  | 2  | 7  | 7  | 0   |
| Lujan Sport Club (Mendoza)      | 7   | 6  | 2  | 1  | 3  | 5  | 7  | -2  |
| Leonardo Murialdo (Villa Nueva) | 5   | 6  | 1  | 2  | 3  | 5  | 7  | -2  |

### Grupo 84
| Equipo                         | Pts | PJ | PG | PE | PP | GF | GC | Dif |
| ------------------------------ | --- | -- | -- | -- | -- | -- | -- | --- |
| S.C. Pacífico (General Alvear) | 10  | 6  | 3  | 1  | 2  | 9  | 4  | 5   |
| Huracán (San Rafael)           | 9   | 6  | 2  | 3  | 1  | 6  | 6  | 0   |
| Andes F.C. (General Alvear)    | 6   | 6  | 1  | 3  | 2  | 5  | 7  | -2  |
| San Martín (Monte Comán)       | 6   | 6  | 1  | 3  | 2  | 5  | 8  | -3  |

### Grupo 85
| Equipo                                     | Pts | PJ | PG | PE | PP | GF | GC | Dif |
| ------------------------------------------ | --- | -- | -- | -- | -- | -- | -- | --- |
| C.S.y D.Montecaseros (San Martín, Mendoza) | 10  | 4  | 3  | 1  | 0  | 12 | 4  | 8   |
| Fernández Álvarez (Los Sauces)             | 4   | 4  | 1  | 1  | 2  | 5  | 6  | -1  |
| Nueva California del Este (Santa Rosa)     | 3   | 4  | 1  | 0  | 3  | 4  | 11 | -7  |

### Grupo 86
| Equipo                            | Pts | PJ | PG | PE | PP | GF | GC | Dif |
| --------------------------------- | --- | -- | -- | -- | -- | -- | -- | --- |
| Sp.Ballofet (San Rafael)          | 10  | 6  | 3  | 1  | 2  | 13 | 9  | 4   |
| Sp.Chilecito (Chilecito, Mendoza) | 10  | 6  | 3  | 1  | 2  | 10 | 9  | 1   |
| Sport Club (San Carlos, Mendoza)  | 10  | 6  | 3  | 1  | 2  | 10 | 9  | 1   |
| Dep.La Posta (Tunuyán)            | 4   | 6  | 1  | 1  | 4  | 4  | 10 | -6  |

### Grupo 87
| Equipo                               | Pts | PJ | PG | PE | PP | GF | GC | Dif |
| ------------------------------------ | --- | -- | -- | -- | -- | -- | -- | --- |
| Atl. Concarán (Concarán)             | 10  | 6  | 3  | 1  | 2  | 8  | 5  | 3   |
| Sarmiento Juventud Unida (Tilisarao) | 10  | 6  | 3  | 1  | 2  | 4  | 5  | -1  |
| Dep.Casino (Merlo)                   | 7   | 6  | 2  | 1  | 3  | 7  | 7  | 0   |
| San Martín (Merlo)                   | 6   | 6  | 1  | 3  | 2  | 4  | 6  | -2  |

### Grupo 88
| Equipo                                | Pts | PJ | PG | PE | PP | GF | GC | Dif |
| ------------------------------------- | --- | -- | -- | -- | -- | -- | -- | --- |
| Sp.Estudiantes (San Luis)             | 14  | 6  | 4  | 2  | 0  | 14 | 3  | 11  |
| General San Martín (Villa Mercedes)   | 10  | 6  | 3  | 1  | 2  | 6  | 5  | 1   |
| Alianza Futbolística (Villa Mercedes) | 8   | 6  | 2  | 2  | 2  | 5  | 7  | -2  |
| Sp.Pringles (Villa Mercedes)          | 1   | 6  | 0  | 1  | 5  | 3  | 13 | -10 |

## Fase final
Los 2 mejores equipos de cada zona y los 16 mejores terceros de las zonas de 4 equipos jugarán partidos de eliminación directa de ida y vuelta hasta definir los 3 equipos que ascenderán directamente y los 3 equipos que jugarán la promoción. La 2ª fase se arma por cercanía geográfica luego de finalizada la 6ª fecha y determinados los 192 clasificados.

### Tabla de mejores terceros
| Equipo                                         | Pts | PJ | PG | PE | PP | GF | GC | Dif | Zona |
| ---------------------------------------------- | --- | -- | -- | -- | -- | -- | -- | --- | ---- |
| San Lorenzo (Alem, Catamarca)                  | 10  | 6  | 3  | 1  | 2  | 11 | 8  | 3   | 69   |
| Defensores de Plaza España (25 de Mayo)        | 10  | 6  | 3  | 1  | 2  | 11 | 8  | 3   | 18   |
| Dep. Marapa (Juan B. Alberdi)                  | 10  | 6  | 3  | 1  | 2  | 10 | 8  | 2   | 78   |
| Sport Club San Carlos                          | 10  | 6  | 3  | 1  | 2  | 10 | 9  | 1   | 86   |
| Boxing Club (Río Gallegos)                     | 9   | 6  | 2  | 3  | 1  | 14 | 6  | 8   | 2    |
| Peñarol (Pigüe, C. Suárez)                     | 9   | 6  | 3  | 0  | 3  | 15 | 11 | 4   | 26   |
| Estudiantes (Sgo. del Estero)                  | 9   | 6  | 2  | 3  | 1  | 14 | 10 | 4   | 76   |
| Huracán (Trelew)                               | 9   | 6  | 3  | 0  | 3  | 6  | 5  | 1   | 7    |
| Alianza San Martín Tercif (Tartagal)           | 9   | 6  | 3  | 0  | 3  | 10 | 10 | 0   | 65   |
| Dep. Colón (Colonia Caroya)                    | 9   | 6  | 3  | 0  | 3  | 7  | 8  | -1  | 71   |
| Sportsman (Choele Choel)                       | 9   | 6  | 3  | 0  | 3  | 6  | 10 | -4  | 6    |
| Las Palometas (Mercedes)                       | 9   | 6  | 3  | 0  | 3  | 6  | 13 | -7  | 32   |
| Sportivo Rivadavia (El Carmen)                 | 8   | 6  | 2  | 2  | 2  | 13 | 11 | 2   | 67   |
| Ferro Carril Oeste (Gral. Pico)                | 8   | 6  | 2  | 2  | 2  | 8  | 6  | 2   | 24   |
| Resistencia Central (Resistencia)              | 8   | 6  | 2  | 2  | 2  | 7  | 6  | 1   | 56   |
| Unión Güemes (Gral. Güemes)                    | 8   | 6  | 2  | 2  | 2  | 6  | 5  | 1   | 61   |
| Juventud Alsina (Los Toldos)                   | 8   | 6  | 2  | 2  | 2  | 6  | 5  | 1   | 20   |
| 8 de Mayo (Puerto Iguazú)                      | 8   | 6  | 2  | 2  | 2  | 9  | 9  | 0   | 45   |
| Atlético Peñaflor (San Martín, Caucete)        | 8   | 6  | 2  | 2  | 2  | 3  | 3  | 0   | 79   |
| Belgrano (San Nicolás)                         | 8   | 6  | 2  | 2  | 2  | 11 | 12 | -1  | 27   |
| Camioneros (Rio Grande)                        | 8   | 6  | 2  | 2  | 2  | 7  | 8  | -1  | 1    |
| Independiente (Bolivar)                        | 8   | 6  | 2  | 2  | 2  | 5  | 6  | -1  | 22   |
| Atlético Campito                               | 8   | 6  | 2  | 2  | 2  | 4  | 5  | -1  | 43   |
| Juventud (Esperanza)                           | 8   | 6  | 2  | 2  | 2  | 3  | 4  | -1  | 40   |
| Unión (Crespo)                                 | 8   | 6  | 2  | 2  | 2  | 10 | 12 | -2  | 39   |
| Alianza Futbolística (Villa Mercedes)          | 8   | 6  | 2  | 2  | 2  | 5  | 7  | -2  | 88   |
| Deportivo Estrella (Taco Pozo)                 | 8   | 6  | 2  | 2  | 2  | 8  | 11 | -3  | 63   |
| Unión y Cultura (Murphy)                       | 8   | 6  | 2  | 2  | 2  | 6  | 9  | -3  | 37   |
| Sportivo Central (Quitilipi)                   | 7   | 6  | 2  | 1  | 3  | 9  | 7  | 2   | 53   |
| Deportivo Luján (San Salvador de Jujuy)        | 7   | 6  | 2  | 1  | 3  | 11 | 10 | 1   | 66   |
| Madariaga (Paso de Los Libres)                 | 7   | 6  | 1  | 4  | 1  | 7  | 6  | 1   | 48   |
| Instituto Tráfico (Frías)                      | 7   | 6  | 2  | 1  | 3  | 8  | 8  | 0   | 77   |
| Atlético Argentino (Guaymallén)                | 7   | 6  | 1  | 4  | 1  | 8  | 8  | 0   | 82   |
| Atlético Adelante (Reconquista)                | 7   | 6  | 2  | 1  | 3  | 7  | 7  | 0   | 36   |
| Deportivo Casino (Merlo)                       | 7   | 6  | 2  | 1  | 3  | 7  | 7  | 0   | 87   |
| Social Rivadavia (Cafayate)                    | 7   | 6  | 2  | 1  | 3  | 8  | 9  | -1  | 57   |
| Sportivo Embarcación (Embarcación)             | 7   | 6  | 2  | 1  | 3  | 7  | 8  | -1  | 64   |
| Defensores de La Plata (Chilecito)             | 7   | 6  | 2  | 1  | 3  | 4  | 5  | -1  | 81   |
| El Porvenir (San Clemente del Tuyú)            | 7   | 6  | 2  | 1  | 3  | 12 | 14 | -2  | 12   |
| San Martín (Salta)                             | 7   | 6  | 2  | 1  | 3  | 6  | 8  | -2  | 60   |
| Luján Sport Club (Mendoza)                     | 7   | 6  | 2  | 1  | 3  | 5  | 7  | -2  | 83   |
| Alianza (Campo Largo)                          | 7   | 6  | 2  | 1  | 3  | 7  | 10 | -3  | 52   |
| San Martín (Nueve de Julio)                    | 7   | 6  | 2  | 1  | 3  | 6  | 9  | -3  | 19   |
| Obras Sanitarias (Arrecifes)                   | 7   | 6  | 2  | 1  | 3  | 15 | 19 | -4  | 28   |
| Club de Tiro Social y Deportivo (Gral. Güemes) | 7   | 6  | 2  | 1  | 3  | 7  | 11 | -4  | 62   |
| Banfield (Puerto Deseado)                      | 7   | 6  | 2  | 1  | 3  | 10 | 17 | -7  | 3    |
| Talleres (Clorinda)                            | 7   | 6  | 2  | 1  | 3  | 8  | 17 | -9  | 50   |
| Bicicrós (Senillosa, Neuquén)                  | 6   | 6  | 2  | 0  | 4  | 8  | 5  | 3   | 9    |
| River Plate (Chacabuco)                        | 6   | 6  | 2  | 0  | 4  | 9  | 11 | -2  | 30   |
| Cooperativa (Villa Berthet)                    | 6   | 6  | 2  | 0  | 4  | 9  | 11 | -2  | 54   |
| Andes F.C. (Gral. Alvear)                      | 6   | 6  | 1  | 3  | 2  | 5  | 7  | -2  | 84   |
| Juventud (Pergamino)                           | 6   | 6  | 2  | 0  | 4  | 7  | 10 | -3  | 31   |
| Progreso (Tinogasta)                           | 6   | 6  | 1  | 3  | 2  | 6  | 9  | -3  | 70   |
| Pilar F.C. (Pilar)                             | 5   | 6  | 1  | 2  | 3  | 8  | 8  | 0   | 34   |
| Atlético Moreno (Moreno)                       | 5   | 6  | 1  | 2  | 3  | 7  | 12 | -5  | 33   |
| Recreativo Cultural Toba (Gral. San Martín)    | 5   | 6  | 1  | 2  | 3  | 7  | 14 | -7  | 55   |
| 8 de Diciembre (Laguna Blanca)                 | 5   | 6  | 1  | 2  | 3  | 7  | 15 | -8  | 49   |
| Arco Iris (Bariloche)                          | 5   | 6  | 1  | 2  | 3  | 9  | 21 | -12 | 5    |
| Juventud (Urdinarrain)                         | 4   | 6  | 1  | 1  | 4  | 9  | 11 | -2  | 44   |
| Sindicato Argentino de Televisión (Luján)      | 4   | 6  | 1  | 1  | 4  | 6  | 9  | -3  | 35   |
| Sp. Árbol Verde (Concepción)                   | 4   | 6  | 1  | 1  | 4  | 7  | 11 | -4  | 80   |

### Primer Ascenso
| Local - Ida                            | Global        | Local - Vuelta                             | Ida   | Vuelta        |
| -------------------------------------- | ------------- | ------------------------------------------ | ----- | ------------- |
| Atlético Concarán                      | 0 - 6         | 9 de Julio                                 | 0 - 1 | 0 - 5         |
| Atlético Marquesado                    | 0 - 2         | Centro Empleados de Comercio               | 0 - 1 | 0 - 1         |
| Huracán (San Rafael)                   | (7) 0 - 0 (6) | Deportivo Chilecito                        | 0 - 0 | 0 - 0 (7 - 6) |
| Atlético Palmira                       | 1 - 4         | S.C. Pacífico (Gral. Alvear)               | 1 - 1 | 0 - 3         |
| Sportivo Balloffet (Jaime Prats)       | 1 - 7         | Gutiérrez Sport Club (Gral. Gutiérrez)     | 1 - 2 | 0 - 5         |
| Andes Talleres (Godoy Cruz)            | (3) 2 - 2 (5) | Deportivo Montecaseros                     | 1 - 0 | 1 - 2 (3 - 5) |
| Sportivo Club                          | 1 - 6         | Colón Juniors                              | 0 - 3 | 1 - 3         |
| Independiente                          | 1 - 5         | Andino Sport Club                          | 1 - 0 | 0 - 5         |
| Social Fernández Álvarez               | 0 - 9         | Defensores de La Boca                      | 0 - 4 | 0 - 5         |
| Social y Deportivo Colón (Jesús María) | 3 - 9         | Sportivo Estudiantes                       | 3 - 4 | 0 - 5         |
| General San Martín (Villa Mercedes)    | (3) 1 - 1 (2) | Sarmiento Juventud Unida (Tilisarao)       | 0 - 0 | 1 - 1 (3 - 2) |
| Talleres (Frías)                       | 1 - 2         | Defensores de Esquiú (San José)            | 1 - 1 | 0 - 1         |
| Sportivo 9 de Julio (Río Tercero)      | 1 - 3         | Unión San Vicente                          | 1 - 0 | 0 - 3         |
| Deportivo Atalaya                      | (4) 3 - 3 (5) | Ascasubi (Río Tercero)                     | 1 - 2 | 2 - 1 (4 - 5) |
| Obreros San Isidro (San Isidro)        | 0 - 1         | Unión Aconquija (Andalgalá)                | 0 - 1 | 0 - 0         |
| Tiro Federal (Londres)                 | (5) 2 - 2 (4) | Villa Paulina (Frías)                      | 2 - 1 | 0 - 1 (5 - 4) |
| Deportivo Marapa                       | 3 - 4         | Sportivo Fernández                         | 2 - 1 | 1 - 3         |
| Estudiantes                            | (5) 2 - 2 (3) | Unión Lugones                              | 2 - 2 | 0 - 0 (5 - 3) |
| San Lorenzo de Alem                    | (4) 1 - 1 (3) | Sportivo Guzmán                            | 1 - 1 | 0 - 0 (4 - 3) |
| Boca Juniors (Tintina)                 | 5 - 6         | Unión Santiago                             | 3 - 3 | 2 - 3         |
| El Dorado (Coronel Mollideo)           | 5 - 1         | San Lorenzo (Pampa de los Guanacos)        | 4 - 1 | 1 - 0         |
| Belgrano (Monte Quemado)               | 2 - 6         | Deportivo Las Malvinas                     | 1 - 0 | 1 - 6         |
| Instituto Tráfico (Metán)              | 1 - 5         | Atlético Famaillá                          | 0 - 3 | 1 - 2         |
| Los Dorados (Termas del Río Hondo)     | (1) 3 - 3 (4) | Deportivo Aguilares                        | 2 - 3 | 1 - 0 (1 - 4) |
| Mitre (Salta)                          | 4 - 1         | Atlético Chicoana                          | 1 - 0 | 3 - 1         |
| 14 de Abril (Gral. Güemes)             | 4 - 3         | Libertad                                   | 1 - 2 | 3 - 1         |
| Atlas                                  | 10 - 6        | Sportivo Anímana                           | 6 - 2 | 4 - 4         |
| Juan Pablo II (Animaná)                | 2 - 7         | Atlético Progreso (Rosario de la Frontera) | 2 - 5 | 0 - 2         |
| Sportivo Rivadavia (El Carmen)         | 2 - 5         | Villa San Antonio                          | 0 - 0 | 2 - 5         |
| Juventud Unida                         | 4 - 5         | General Güemes (Gral. Güemes)              | 2 - 2 | 2 - 3         |
| Deportivo Tabacal                      | (3) 5 - 5 (5) | Atlético El Polo                           | 4 - 4 | 1 - 1 (3 - 5) |
| Unión Güemes (General Güemes)          | 2 - 0         | Atlético Cuyaya                            | 2 - 0 | 1 - 2         |

| Local - Ida                                | Global        | Local - Vuelta                  | Ida   | Vuelta        |
| ------------------------------------------ | ------------- | ------------------------------- | ----- | ------------- |
| 9 de Julio                                 | (3) 1 - 1 (4) | Centro Empleados de Comercio    | 0 - 0 | 1 - 1 (3 - 4) |
| Huracán (San Rafael)                       | (3) 1 - 1 (4) | S.C. Pacífico (Gral. Alvear)    | 0 - 0 | 1 - 1 (3 - 4) |
| Gutiérrez Sport Club (Gral. Gutiérrez)     | 6 - 1         | Deportivo Montecaseros          | 2 - 0 | 4 - 1         |
| Colón Juniors                              | 4 - 5         | Andino Sport Club               | 2 - 3 | 2 - 2         |
| Defensores de La Boca                      | (5) 3 - 3 (6) | Sportivo Estudiantes            | 0 - 1 | 3 - 2 (5 - 6) |
| General San Martín (Villa Mercedes)        | 2 - 4         | Defensores de Esquiú (San José) | 1 - 2 | 1 - 2         |
| Unión San Vicente                          | 2 - 8         | Ascasubi (Río Tercero)          | 1 - 1 | 1 - 7         |
| Unión Aconquija (Andalgalá)                | 5 - 1         | Tiro Federal (Londres)          | 3 - 1 | 2 - 0         |
| Estudiantes                                | 1 - 7         | Sportivo Fernández              | 1 - 1 | 0 - 6         |
| Unión Santiago                             | 1 - 4         | San Lorenzo de Alem             | 0 - 3 | 1 - 1         |
| Deportivo Las Malvinas                     | 4 - 1         | El Dorado (Coronel Mollideo)    | 1 - 1 | 3 - 0         |
| Deportivo Aguilares                        | 2 - 0         | Atlético Famaillá               | 1 - 0 | 1 - 0         |
| 14 de abril (Gral. Güemes)                 | 0 - 3         | Mitre                           | 0 - 2 | 0 - 1         |
| Atlético Progreso (Rosario de la Frontera) | 3 - 1         | Atlas                           | 2 - 1 | 1 - 0         |
| General Güemes (Gral. Güemes)              | 3 - 2         | Villa San Antonio               | 1 - 1 | 2 - 1         |
| Unión Güemes (General Güemes)              | 2 - 1         | Atlético El Polo                | 1 - 1 | 1 - 0         |

|  | Octavos de final     | Octavos de final  | Octavos de final  |                      |   | Cuartos de final  | Cuartos de final  | Cuartos de final  |  |  | Semifinales      | Semifinales      | Semifinales      |  |  | Final            | Final            | Final            |
|  | 08 al 15 de abril    | 08 al 15 de abril | 08 al 15 de abril |                      |   | 22 al 29 de abril | 22 al 29 de abril | 22 al 29 de abril |  |  | 06 al 13 de mayo | 06 al 13 de mayo | 06 al 13 de mayo |  |  | 20 al 27 de mayo | 20 al 27 de mayo | 20 al 27 de mayo |
|  |                      |                   |                   |                      |   |                   |                   |                   |  |  |                  |                  |                  |  |  |                  |                  |                  |
|  |                      |                   |                   |                      |   |                   |                   |                   |  |  |                  |                  |                  |  |  |                  |                  |                  |
|  |                      |                   |                   |                      |   |                   |                   |                   |  |  |                  |                  |                  |  |  |                  |                  |                  |
|  | C. E. de Comercio    | 0                 | 2 (2)             |                      |   |                   |                   |                   |  |  |                  |                  |                  |  |  |                  |                  |                  |
|  | C. E. de Comercio    | 0                 | 2 (2)             |                      |   |                   |                   |                   |  |  |                  |                  |                  |  |  |                  |                  |                  |
|  | S.C. Pacífico        | 1                 | 1 (1)             |                      |   |                   |                   |                   |  |  |                  |                  |                  |  |  |                  |                  |                  |
|  | S.C. Pacífico        | 1                 | 1 (1)             | Gutiérrez Sport Club | 1 | 3                 |                   |                   |  |  |                  |                  |                  |  |  |                  |                  |                  |
|  |                      |                   |                   |                      | 1 | 3                 |                   |                   |  |  |                  |                  |                  |  |  |                  |                  |                  |
|  |                      | C.E. de Comercio  | 1                 | 0                    |   |                   |                   |                   |  |  |                  |                  |                  |  |  |                  |                  |                  |
|  | Gutiérrez Sport Club | C.E. de Comercio  | 1                 | 0                    | 2 | 0 (2)             |                   |                   |  |  |                  |                  |                  |  |  |                  |                  |                  |
|  | Gutiérrez Sport Club |                   |                   |                      | 2 | 0 (2)             |                   |                   |  |  |                  |                  |                  |  |  |                  |                  |                  |
|  | Andino Sport Club    | 1                 | 1 (0)             |                      |   |                   |                   |                   |  |  |                  |                  |                  |  |  |                  |                  |                  |
|  | Andino Sport Club    | 1                 | 1 (0)             | Gutiérrez Sport Club | 1 | 0 (3)             |                   |                   |  |  |                  |                  |                  |  |  |                  |                  |                  |
|  |                      |                   |                   |                      | 1 | 0 (3)             |                   |                   |  |  |                  |                  |                  |  |  |                  |                  |                  |
|  |                      | Sp. Estudiantes   | 0                 | 1 (4)                |   |                   |                   |                   |  |  |                  |                  |                  |  |  |                  |                  |                  |
|  | Sp. Estudiantes      | Sp. Estudiantes   | 0                 | 1 (4)                | 1 | 2                 |                   |                   |  |  |                  |                  |                  |  |  |                  |                  |                  |
|  | Sp. Estudiantes      |                   |                   |                      | 1 | 2                 |                   |                   |  |  |                  |                  |                  |  |  |                  |                  |                  |
|  | Def. de Esquiú (SJ)  | 0                 | 0                 |                      |   |                   |                   |                   |  |  |                  |                  |                  |  |  |                  |                  |                  |
|  | Def. de Esquiú (SJ)  | 0                 | 0                 | Unión Aconquija      | 1 | 0                 |                   |                   |  |  |                  |                  |                  |  |  |                  |                  |                  |
|  |                      |                   |                   |                      | 1 | 0                 |                   |                   |  |  |                  |                  |                  |  |  |                  |                  |                  |
|  |                      | Sp. Estudiantes   | 1                 | 6                    |   |                   |                   |                   |  |  |                  |                  |                  |  |  |                  |                  |                  |
|  | Ascasubi (RT)        | Sp. Estudiantes   | 1                 | 6                    | 1 | 0                 |                   |                   |  |  |                  |                  |                  |  |  |                  |                  |                  |
|  | Ascasubi (RT)        |                   |                   |                      | 1 | 0                 |                   |                   |  |  |                  |                  |                  |  |  |                  |                  |                  |
|  | Unión Aconquija      | 1                 | 1                 |                      |   |                   |                   |                   |  |  |                  |                  |                  |  |  |                  |                  |                  |
|  | Unión Aconquija      | 1                 | 1                 | Dep. Aguilares       | 1 | 0                 |                   |                   |  |  |                  |                  |                  |  |  |                  |                  |                  |
|  |                      |                   |                   |                      | 1 | 0                 |                   |                   |  |  |                  |                  |                  |  |  |                  |                  |                  |
|  |                      | Sp. Estudiantes   | 2                 | 0                    |   |                   |                   |                   |  |  |                  |                  |                  |  |  |                  |                  |                  |
|  | San Lorenzo (C)      | Sp. Estudiantes   | 2                 | 0                    | 1 | 1                 |                   |                   |  |  |                  |                  |                  |  |  |                  |                  |                  |
|  | San Lorenzo (C)      |                   |                   |                      | 1 | 1                 |                   |                   |  |  |                  |                  |                  |  |  |                  |                  |                  |
|  | Sp. Fernández        | 1                 | 2                 |                      |   |                   |                   |                   |  |  |                  |                  |                  |  |  |                  |                  |                  |
|  | Sp. Fernández        | 1                 | 2                 | Sportivo Fernández   | 2 | 0 (1)             |                   |                   |  |  |                  |                  |                  |  |  |                  |                  |                  |
|  |                      |                   |                   |                      | 2 | 0 (1)             |                   |                   |  |  |                  |                  |                  |  |  |                  |                  |                  |
|  |                      | Dep. Aguilares    | 0                 | 2 (3)                |   |                   |                   |                   |  |  |                  |                  |                  |  |  |                  |                  |                  |
|  | Dep. Aguilares       | Dep. Aguilares    | 0                 | 2 (3)                | 2 | 2                 |                   |                   |  |  |                  |                  |                  |  |  |                  |                  |                  |
|  | Dep. Aguilares       |                   |                   |                      | 2 | 2                 |                   |                   |  |  |                  |                  |                  |  |  |                  |                  |                  |
|  | Dep. Las Malvinas    | 1                 | 2                 |                      |   |                   |                   |                   |  |  |                  |                  |                  |  |  |                  |                  |                  |
|  | Dep. Las Malvinas    | 1                 | 2                 | Dep. Aguilares       | 1 | 2 (4)             |                   |                   |  |  |                  |                  |                  |  |  |                  |                  |                  |
|  |                      |                   |                   |                      | 1 | 2 (4)             |                   |                   |  |  |                  |                  |                  |  |  |                  |                  |                  |
|  |                      | Mitre             | 2                 | 1 (3)                |   |                   |                   |                   |  |  |                  |                  |                  |  |  |                  |                  |                  |
|  | Atlético Prog. (RF)  | Mitre             | 2                 | 1 (3)                | 2 | 1                 |                   |                   |  |  |                  |                  |                  |  |  |                  |                  |                  |
|  | Atlético Prog. (RF)  |                   |                   |                      | 2 | 1                 |                   |                   |  |  |                  |                  |                  |  |  |                  |                  |                  |
|  | Mitre                | 0                 | 4                 |                      |   |                   |                   |                   |  |  |                  |                  |                  |  |  |                  |                  |                  |
|  | Mitre                | 0                 | 4                 | Mitre                | 3 | 2                 |                   |                   |  |  |                  |                  |                  |  |  |                  |                  |                  |
|  |                      |                   |                   |                      | 3 | 2                 |                   |                   |  |  |                  |                  |                  |  |  |                  |                  |                  |
|  |                      | Unión Güemes      | 1                 | 3                    |   |                   |                   |                   |  |  |                  |                  |                  |  |  |                  |                  |                  |
|  | Unión Güemes         | Unión Güemes      | 1                 | 3                    | 2 | 0                 |                   |                   |  |  |                  |                  |                  |  |  |                  |                  |                  |
|  | Unión Güemes         |                   |                   |                      | 2 | 0                 |                   |                   |  |  |                  |                  |                  |  |  |                  |                  |                  |
|  | General Güemes       | 0                 | 1                 |                      |   |                   |                   |                   |  |  |                  |                  |                  |  |  |                  |                  |                  |

Siempre el equipo situado primero (izquierda o arriba) ejerce la localia en el primer partido, a excepción de la final, donde es local en el primer encuentro el segundo equipo (abajo).

### Segundo Ascenso
| Local - Ida                                | Global        | Local - Vuelta                     | Ida   | Vuelta        |
| ------------------------------------------ | ------------- | ---------------------------------- | ----- | ------------- |
| Deportes Río Grande (La Mendieta)          | 2 - 3         | Monterrico San Vicente             | 0 - 0 | 2 - 3         |
| Alianza San Martin-Tercif (Tartagal)       | 1 - 4         | River Plate (Embarcación)          | 1 - 0 | 0 - 4         |
| Hermenio Arrieta (Lib. Gral. San Martín)   | 3 - 1         | Coronel Cornejo                    | 1 - 1 | 2 - 0         |
| Atlético El Talar (Lib. Gral. San Martín)  | 1 - 4         | Guaraní (Tartagal)                 | 0 - 2 | 1 - 2         |
| Obreros Unidos (Corzuela)                  | 5 - 3         | Atlético Sportivo (R.S. Peña)      | 2 - 0 | 3 - 3         |
| Sportivo Cultural (R.S. Peña)              | 1 - 2         | Libertad (Charata)                 | 1 - 0 | 0 - 2         |
| El Fortín (Machagai)                       | (2) 1 - 1 (4) | Deportivo Comercio (Santa Sylvina) | 1 - 0 | 0 - 1 (2 - 4) |
| Boca Juniors (Quiltipi)                    | 0 - 1         | Unión Progresista (Villa Ángela)   | 0 - 0 | 0 - 1         |
| San Carlos (La Escondida)                  | 3 - 1         | América (Gral. San Martín)         | 1 - 0 | 2 - 1         |
| Sol de Mayo                                | 2 - 11        | Deportivo Fontana (Resistencia)    | 1 - 1 | 1 - 10        |
| Regional (Reistencia)                      | 2 - 3         | Sol de América                     | 1 - 1 | 1 - 2         |
| Juventud (Clorinda)                        | 0 - 6         | Atlético Laguna Blanca             | 0 - 2 | 0 - 4         |
| La Picada (Posadas)                        | 8 - 5         | Papel Misionero (Capioví)          | 5 - 0 | 3 - 5         |
| Deportivo Vicov (El Dorado)                | (4) 2 - 2 (5) | Sol de Mayo (Colonia Liebig)       | 2 - 1 | 0 - 1 (4 - 5) |
| Resistencia Central                        | 5 - 2         | Huracán F.C. (Goyá)                | 3 - 0 | 2 - 2         |
| Sportivo Ferroviario                       | 1 - 3         | Crisol San Martín (Gob. Virasoro)  | 1 - 0 | 0 - 3         |
| Atlético Feliciano (San José de Feliciano) | 3 - 5         | Comunicaciones (Mercedes)          | 2 - 1 | 1 - 4         |
| Atlético Hasenkamp                         | 4 - 3         | Comunicaciones (Concordia)         | 3 - 2 | 1 - 1         |
| Almagro (Concepción)                       | (2) 4 - 4 (3) | Arsenal (Viale)                    | 2 - 2 | 2 - 2 (2 - 3) |
| Wandarer's (Concordia)                     | (3) 3 - 3 (4) | Atlético Uruguay (Concepción)      | 2 - 1 | 1 - 2 (3 - 4) |
| Atlético Caballú (La Paz)                  | 1 - 13        | Sanjustino (San Justo)             | 0 - 3 | 1 - 10        |
| Santa Fe F.C.                              | (6) 2 - 2 (5) | Coronel Aguirre (Rosario)          | 1 - 0 | 1 - 2 (6 - 5) |
| Palermo (Paraná)                           | 3 - 5         | Argentino de Quilmes (Rafaela)     | 2 - 2 | 1 - 3         |
| Peñarol (Rafaela)                          | 1 - 6         | Belgrano (Paraná)                  | 1 - 4 | 0 - 2         |
| Atlético Carcaraña (Carcaraña)             | 0 - 2         | Sportivo Rivadavia (Venado Tuerto) | 3 - 1 | 0 - 0         |
| Arteaga                                    | 2 - 3         | U.D. General Rojo                  | 2 - 0 | 0 - 3         |
| Social Ramallo (Villa Ramallo)             | 2 - 4         | Atlético Baradero                  | 2 - 2 | 0 - 2         |
| Club Monterrey (Escobar)                   | 1 - 3         | Defensores (Salto)                 | 0 - 1 | 1 - 2         |
| Argentino (Pergamino)                      | 1 - 5         | Mitre (San Pedro)                  | 0 - 4 | 1 - 1         |
| Mutual UTA (Luján)                         | 2 - 3         | Sportsman (Carmen de Areco)        | 1 - 1 | 1 - 2         |
| Cefalier F.C. (José C. Paz)                | 3 - 7         | Mutual Camioneros (Luján)          | 3 - 3 | 0 - 4         |
| San Miguel (Lobos)                         | 2 - 0         | El Frontón (Mercedes)              | 1 - 0 | 1 - 0         |

| Local - Ida                       | Global        | Local - Vuelta                           | Ida   | Vuelta        |
| --------------------------------- | ------------- | ---------------------------------------- | ----- | ------------- |
| Monterrico San Vicente            | 1 - 2         | River Plate (Embarcación)                | 0 - 1 | 1 - 1         |
| Guaraní (Tartagal)                | (3) 4 - 4 (4) | Hermenio Arrieta (Lib. Gral. San Martín) | 1 - 1 | 3 - 3 (3 - 4) |
| Obreros Unidos (Corzuela)         | (4) 1 - 1 (3) | Libertad (Charata)                       | 1 - 1 | 0 - 0 (4 - 3) |
| Unión Progresista (Villa Ángela)  | 4 - 2         | Deportivo Comercio (Santa Sylvina)       | 3 - 0 | 1 - 2         |
| San Carlos (La Escondida)         | 0 - 4         | Deportivo Fontana (Resistencia)          | 0 - 3 | 0 - 1         |
| Atlético Laguna Blanca            | (4) 2 - 2 (3) | Sol de América                           | 1 - 1 | 1 - 1 (4 - 3) |
| La Picada (Posadas)               | (6) 2 - 2 (7) | Sol de Mayo (Colonia Liebig)             | 2 - 0 | 0 - 2 (6 - 7) |
| Crisol San Martín (Gob. Virasoro) | 1 - 3         | Resistencia Central                      | 0 - 1 | 1 - 2         |
| Comunicaciones (Mercedes)         | 0 - 1         | Atlético Hasenkamp                       | 0 - 0 | 0 - 1         |
| Arsenal (Viale)                   | (5) 4 - 4 (4) | Atlético Uruguay (Concepción)            | 3 - 2 | 1 - 2 (5 - 4) |
| Santa Fe F.C.                     | 4 - 3         | Sanjustino (San Justo)                   | 4 - 2 | 0 - 1         |
| Argentino Quilmes (Rafaela)       | (2) 4 - 4 (3) | Belgrano (Paraná)                        | 2 - 1 | 2 - 3 (2 - 3) |
| U.D. General Rojo                 | (2) 1 - 1 (4) | Sportivo Rivadavia (Venado Tuerto)       | 0 - 1 | 1 - 0 (2 - 4) |
| Defensores (Salto)                | 4 - 2         | Atlético Baradero                        | 3 - 0 | 1 - 2         |
| Sportsman (Carmen de Areco)       | 3 - 1         | Mitre (San Pedro)                        | 2 - 0 | 1 - 1         |
| San Miguel (Lobos)                | 0 - 5         | Mutual Camioneros (Luján)                | 0 - 2 | 0 - 3         |

|  | Octavos de final   | Octavos de final   | Octavos de final  |                    |   | Cuartos de final  | Cuartos de final  | Cuartos de final  |  |  | Semifinales      | Semifinales      | Semifinales      |  |  | Final            | Final            | Final            |
|  | 08 al 15 de abril  | 08 al 15 de abril  | 08 al 15 de abril |                    |   | 22 al 29 de abril | 22 al 29 de abril | 22 al 29 de abril |  |  | 06 al 13 de mayo | 06 al 13 de mayo | 06 al 13 de mayo |  |  | 20 al 27 de mayo | 20 al 27 de mayo | 20 al 27 de mayo |
|  |                    |                    |                   |                    |   |                   |                   |                   |  |  |                  |                  |                  |  |  |                  |                  |                  |
|  |                    |                    |                   |                    |   |                   |                   |                   |  |  |                  |                  |                  |  |  |                  |                  |                  |
|  |                    |                    |                   |                    |   |                   |                   |                   |  |  |                  |                  |                  |  |  |                  |                  |                  |
|  | River Plate        | 1                  | 1 (7)             |                    |   |                   |                   |                   |  |  |                  |                  |                  |  |  |                  |                  |                  |
|  | River Plate        | 1                  | 1 (7)             |                    |   |                   |                   |                   |  |  |                  |                  |                  |  |  |                  |                  |                  |
|  | Hermenio Arrieta   | 1                  | 1 (6)             |                    |   |                   |                   |                   |  |  |                  |                  |                  |  |  |                  |                  |                  |
|  | Hermenio Arrieta   | 1                  | 1 (6)             | Unión Progresista  | 0 | 2                 |                   |                   |  |  |                  |                  |                  |  |  |                  |                  |                  |
|  |                    |                    |                   |                    | 0 | 2                 |                   |                   |  |  |                  |                  |                  |  |  |                  |                  |                  |
|  |                    | River Plate        | 1                 | 3                  |   |                   |                   |                   |  |  |                  |                  |                  |  |  |                  |                  |                  |
|  | Unión Progresista  | River Plate        | 1                 | 3                  | 2 | 2                 |                   |                   |  |  |                  |                  |                  |  |  |                  |                  |                  |
|  | Unión Progresista  |                    |                   |                    | 2 | 2                 |                   |                   |  |  |                  |                  |                  |  |  |                  |                  |                  |
|  | Obreros Unidos     | 1                  | 1                 |                    |   |                   |                   |                   |  |  |                  |                  |                  |  |  |                  |                  |                  |
|  | Obreros Unidos     | 1                  | 1                 | Dep. Fontana (R)   | 1 | 0 (5)             |                   |                   |  |  |                  |                  |                  |  |  |                  |                  |                  |
|  |                    |                    |                   |                    | 1 | 0 (5)             |                   |                   |  |  |                  |                  |                  |  |  |                  |                  |                  |
|  |                    | River Plate        | 0                 | 1 (6)              |   |                   |                   |                   |  |  |                  |                  |                  |  |  |                  |                  |                  |
|  | Dep. Fontana (R)   | River Plate        | 0                 | 1 (6)              | 1 | 1                 |                   |                   |  |  |                  |                  |                  |  |  |                  |                  |                  |
|  | Dep. Fontana (R)   |                    |                   |                    | 1 | 1                 |                   |                   |  |  |                  |                  |                  |  |  |                  |                  |                  |
|  | Laguna Blanca      | 0                  | 1                 |                    |   |                   |                   |                   |  |  |                  |                  |                  |  |  |                  |                  |                  |
|  | Laguna Blanca      | 0                  | 1                 | Dep. Fontana (R)   | 5 | 1                 |                   |                   |  |  |                  |                  |                  |  |  |                  |                  |                  |
|  |                    |                    |                   |                    | 5 | 1                 |                   |                   |  |  |                  |                  |                  |  |  |                  |                  |                  |
|  |                    | Sol de Mayo        | 1                 | 3                  |   |                   |                   |                   |  |  |                  |                  |                  |  |  |                  |                  |                  |
|  | Resist. Central    | Sol de Mayo        | 1                 | 3                  | 2 | 0                 |                   |                   |  |  |                  |                  |                  |  |  |                  |                  |                  |
|  | Resist. Central    |                    |                   |                    | 2 | 0                 |                   |                   |  |  |                  |                  |                  |  |  |                  |                  |                  |
|  | Sol de Mayo        | 1                  | 2                 |                    |   |                   |                   |                   |  |  |                  |                  |                  |  |  |                  |                  |                  |
|  | Sol de Mayo        | 1                  | 2                 | River Plate        | 0 | 1                 |                   |                   |  |  |                  |                  |                  |  |  |                  |                  |                  |
|  |                    |                    |                   |                    | 0 | 1                 |                   |                   |  |  |                  |                  |                  |  |  |                  |                  |                  |
|  |                    | Sp. Rivadavia (VT) | 1                 | 1                  |   |                   |                   |                   |  |  |                  |                  |                  |  |  |                  |                  |                  |
|  | Atl. Hasenkamp     | Sp. Rivadavia (VT) | 1                 | 1                  | 0 | 1                 |                   |                   |  |  |                  |                  |                  |  |  |                  |                  |                  |
|  | Atl. Hasenkamp     |                    |                   |                    | 0 | 1                 |                   |                   |  |  |                  |                  |                  |  |  |                  |                  |                  |
|  | Arsenal (Viale)    | 1                  | 5                 |                    |   |                   |                   |                   |  |  |                  |                  |                  |  |  |                  |                  |                  |
|  | Arsenal (Viale)    | 1                  | 5                 | Arsenal (Viale)    | 0 | 4 (5)             |                   |                   |  |  |                  |                  |                  |  |  |                  |                  |                  |
|  |                    |                    |                   |                    | 0 | 4 (5)             |                   |                   |  |  |                  |                  |                  |  |  |                  |                  |                  |
|  |                    | Belgrano (P)       | 2                 | 2 (3)              |   |                   |                   |                   |  |  |                  |                  |                  |  |  |                  |                  |                  |
|  | Santa Fe F.C.      | Belgrano (P)       | 2                 | 2 (3)              | 1 | 2                 |                   |                   |  |  |                  |                  |                  |  |  |                  |                  |                  |
|  | Santa Fe F.C.      |                    |                   |                    | 1 | 2                 |                   |                   |  |  |                  |                  |                  |  |  |                  |                  |                  |
|  | Belgrano (P)       | 2                  | 4                 |                    |   |                   |                   |                   |  |  |                  |                  |                  |  |  |                  |                  |                  |
|  | Belgrano (P)       | 2                  | 4                 | Arsenal (Viale)    | 0 | 0                 |                   |                   |  |  |                  |                  |                  |  |  |                  |                  |                  |
|  |                    |                    |                   |                    | 0 | 0                 |                   |                   |  |  |                  |                  |                  |  |  |                  |                  |                  |
|  |                    | Sp. Rivadavia (VT) | 0                 | 1                  |   |                   |                   |                   |  |  |                  |                  |                  |  |  |                  |                  |                  |
|  | Defensores (Salto) | Sp. Rivadavia (VT) | 0                 | 1                  | 1 | 0                 |                   |                   |  |  |                  |                  |                  |  |  |                  |                  |                  |
|  | Defensores (Salto) |                    |                   |                    | 1 | 0                 |                   |                   |  |  |                  |                  |                  |  |  |                  |                  |                  |
|  | Sp. Rivadavia (VT) | 2                  | 1                 |                    |   |                   |                   |                   |  |  |                  |                  |                  |  |  |                  |                  |                  |
|  | Sp. Rivadavia (VT) | 2                  | 1                 | Sp. Rivadavia (VT) | 1 | 4                 |                   |                   |  |  |                  |                  |                  |  |  |                  |                  |                  |
|  |                    |                    |                   |                    | 1 | 4                 |                   |                   |  |  |                  |                  |                  |  |  |                  |                  |                  |
|  |                    | M. Camioneros      | 0                 | 3                  |   |                   |                   |                   |  |  |                  |                  |                  |  |  |                  |                  |                  |
|  | M. Camioneros      | M. Camioneros      | 0                 | 3                  | 3 | 2                 |                   |                   |  |  |                  |                  |                  |  |  |                  |                  |                  |
|  | M. Camioneros      |                    |                   |                    | 3 | 2                 |                   |                   |  |  |                  |                  |                  |  |  |                  |                  |                  |
|  | Sportsman          | 0                  | 3                 |                    |   |                   |                   |                   |  |  |                  |                  |                  |  |  |                  |                  |                  |

Siempre el equipo situado primero (izquierda o arriba) ejerce la localia en el primer partido, a excepción de la final, donde es local en el primer encuentro el segundo equipo (abajo).

### Tercer Ascenso
| Local - Ida                                   | Global        | Local - Vuelta                          | Ida   | Vuelta        |
| --------------------------------------------- | ------------- | --------------------------------------- | ----- | ------------- |
| Asociación Juvenial Barrio Traut (Las Flores) | 0 - 5         | Atlético Ayacucho                       | 0 - 3 | 0 - 2         |
| Atlético Defensores (Ayacucho)                | 1 - 3         | Rivadavia (Necochea)                    | 0 - 0 | 1 - 3         |
| Santos del Oeste (Miramar)                    | 0 - 6         | Kimberley (Mar del Plata)               | 0 - 3 | 0 - 3         |
| Nueva Alianza (La Plata)                      | (3) 2 - 2 (2) | Deportivo El León (Madariaga)           | 2 - 2 | 0 - 0 (3 - 2) |
| S.M.A.T.A. (Cañuelas)                         | 0 - 12        | Everton (La Plata)                      | 0 - 6 | 0 - 6         |
| Las Palometas (Mercedes)                      | 0 - 4         | Madreselva (Lobos)                      | 0 - 1 | 0 - 3         |
| Club Mercedes                                 | (3) 4 - 4 (2) | Atlético Roque Pérez                    | 4 - 1 | 0 - 3 (3 - 2) |
| Defensa Argentina (Junín)                     | 0 - 2         | Independiente (Chivilcoy)               | 1 - 0 | 0 - 3         |
| Argentino (25 de Mayo)                        | 6 - 1         | Huracán (Saladillo)                     | 1 - 1 | 5 - 0         |
| Defensores de Plaza España (25 de Mayo)       | 3 - 4         | El Fortín (Olavarría)                   | 0 - 4 | 3 - 0         |
| River Plate (Los Toldos)                      | 1 - 3         | Atlético French                         | 1 - 1 | 0 - 2         |
| Atlético 9 de Julio                           | 3 - 2         | Viamonte F.C.                           | 2 - 0 | 1 - 2         |
| Rivadavia (Chacabuco)                         | 2 - 5         | Villa Belgrano (Junín)                  | 0 - 2 | 2 - 3         |
| Argentino (Lincoln)                           | 5 - 6         | Defensores de Plaza Italia (25 de Mayo) | 2 - 1 | 3 - 5         |
| Empleados de Comercio (Bolívar)               | 2 - 6         | Argentino Agropecuario (Carlos Casares) | 1 - 4 | 1 - 2         |
| Barrio Norte (Rivadavia)                      | 8 - 3         | Boca Juniors (Pehuajó)                  | 6 - 0 | 2 - 3         |
| Juventud (Laprida)                            | 3 - 6         | Ferro Carril Sud (Olavarría)            | 2 - 1 | 1 - 5         |
| Cemento Armado (Azul)                         | (3) 4 - 4 (4) | Sportivo Olimpo (Tres Arroyos)          | 1 - 1 | 3 - 3 (3 - 4) |
| Costa Brava (General Pico)                    | 5 - 1         | Puan F.C.                               | 2 - 0 | 3 - 1         |
| Ferro Carril Oeste (General Pico)             | 6 - 4         | Atlético Ameghino                       | 3 - 1 | 3 - 3         |
| Peñarol (Pigüe)                               | 2 - 6         | All Boys (Santa Rosa)                   | 1 - 4 | 1 - 2         |
| Deportivo Patagones (Viedma)                  | 2 - 3         | Tiro Federal (Bahía Blanca)             | 1 - 1 | 1 - 2         |
| Huracán (Trelew)                              | (3) 1 - 1 (4) | Petrolero                               | 1 - 1 | 0 - 0 (3 - 4) |
| Sportsman (Choele Choel)                      | 0 - 2         | Sol de Mayo (Viedma)                    | 2 - 1 | 0 - 2         |
| Independiente (Río Colorado)                  | 1 - 5         | Independiente                           | 1 - 4 | 0 - 1         |
| Germinal (Rawson)                             | 2 - 1         | Ferrocarril (San Antonio Oeste)         | 2 - 0 | 0 - 1         |
| Alianza                                       | 1 - 3         | Estudiantes (Bariloche)                 | 0 - 1 | 1 - 2         |
| Huahuel Niyeo (Ing. Jacobacci)                | 3 - 2         | Unión Alem (Allen)                      | 1 - 0 | 2 - 2         |
| Defensores de La Ribera (Rawson)              | 2 - 4         | Huracán (Gobernador Gregores)           | 1 - 1 | 1 - 3         |
| Estrella del Norte (Caleta Olivia)            | 5 - 3         | Argentino del Sud (C. L. Piedrabuena)   | 5 - 0 | 0 - 3         |
| Boxing (Río Gallegos)                         | 0 - 2         | Real Madrid (Río Grande)                | 0 - 0 | 0 - 2         |
| Defensores del Carmen (Río Gallegos)          | 7 - 3         | Juventud Del Sur (Ushuaia)              | 2 - 1 | 5 - 2         |

| Local ida                               | Global        | Local vuelta                            | Ida   | Vuelta        |
| --------------------------------------- | ------------- | --------------------------------------- | ----- | ------------- |
| Rivadavia (Necochea)                    | (6) 3 - 3 (5) | Atlético Ayacucho                       | 2 - 1 | 1 - 2 (6 - 5) |
| Kimberley (Mar del Plata)               | 1 - 3         | Nueva Alianza (La Plata)                | 1 - 1 | 0 - 2         |
| Madreselva (Lobos)                      | (2) 2 - 2 (4) | Everton (La Plata)                      | 0 - 2 | 2 - 0 (2 - 4) |
| Club Mercedes                           | 1 - 4         | Independiente (Chivilcoy)               | 0 - 1 | 1 - 3         |
| Argentino (25 de Mayo)                  | 4 - 1         | El Fortín (Olavarría)                   | 2 - 1 | 2 - 1         |
| Atlético 9 de Julio                     | 0 - 5         | Atlético French                         | 0 - 3 | 0 - 2         |
| Defensores de Plaza Italia (25 de Mayo) | 3 - 4         | Villa Belgrano (Junín)                  | 1 - 4 | 2 - 0         |
| Barrio Norte (Rivadavia)                | 4 - 5         | Argentino Agropecuario (Carlos Casares) | 3 - 1 | 1 - 4         |
| Ferro Carril Sud (Olavarría)            | 1 - 3         | Sportivo Olimpo (Tres Arroyos)          | 0 - 1 | 1 - 2         |
| Ferrocarril Oeste (General Pico)        | 4 - 3         | Costa Brava (General Pico)              | 2 - 1 | 2 - 2         |
| All Boys (Santa Rosa)                   | 1 - 2         | Tiro Federal (Bahía Blanca)             | 1 - 1 | 0 - 1         |
| Petrolero                               | 3 - 1         | Sol de Mayo (Viedma)                    | 1 - 0 | 2 - 1         |
| Independiente                           | (4) 3 - 3 (2) | Germinal (Rawson)                       | 2 - 1 | 1 - 2 (4 - 2) |
| Estudiantes (Bariloche)                 | (4) 1 - 1 (5) | Huahuel Niyeo (Ing. Jacobacci)          | 1 - 1 | 0 - 0 (4 - 5) |
| Huracán (Gobernador Gregores)           | 2 - 1         | Estrella del Norte (Caleta Olivia)      | 1 - 1 | 1 - 0         |
| Real Madrid (Río Grande)                | 2 - 1         | Defensores del Carmen (Río Gallegos)    | 1 - 1 | 1 - 0         |

|  | Octavos de final   | Octavos de final   | Octavos de final  |                   |   | Cuartos de final  | Cuartos de final  | Cuartos de final  |  |  | Semifinales      | Semifinales      | Semifinales      |  |  | Final            | Final            | Final            |
|  | 08 al 15 de abril  | 08 al 15 de abril  | 08 al 15 de abril |                   |   | 22 al 29 de abril | 22 al 29 de abril | 22 al 29 de abril |  |  | 06 al 13 de mayo | 06 al 13 de mayo | 06 al 13 de mayo |  |  | 20 al 27 de mayo | 20 al 27 de mayo | 20 al 27 de mayo |
|  |                    |                    |                   |                   |   |                   |                   |                   |  |  |                  |                  |                  |  |  |                  |                  |                  |
|  |                    |                    |                   |                   |   |                   |                   |                   |  |  |                  |                  |                  |  |  |                  |                  |                  |
|  |                    |                    |                   |                   |   |                   |                   |                   |  |  |                  |                  |                  |  |  |                  |                  |                  |
|  | Rivadavia (N)      | 3                  | 0                 |                   |   |                   |                   |                   |  |  |                  |                  |                  |  |  |                  |                  |                  |
|  | Rivadavia (N)      | 3                  | 0                 |                   |   |                   |                   |                   |  |  |                  |                  |                  |  |  |                  |                  |                  |
|  | Nueva Alianza (LP) | 2                  | 3                 |                   |   |                   |                   |                   |  |  |                  |                  |                  |  |  |                  |                  |                  |
|  | Nueva Alianza (LP) | 2                  | 3                 | Independiente     | 1 | 0                 |                   |                   |  |  |                  |                  |                  |  |  |                  |                  |                  |
|  |                    |                    |                   |                   | 1 | 0                 |                   |                   |  |  |                  |                  |                  |  |  |                  |                  |                  |
|  |                    | Nueva Alianza (LP) | 0                 | 0                 |   |                   |                   |                   |  |  |                  |                  |                  |  |  |                  |                  |                  |
|  | Independiente      | Nueva Alianza (LP) | 0                 | 0                 | 0 | 1 (4)             |                   |                   |  |  |                  |                  |                  |  |  |                  |                  |                  |
|  | Independiente      |                    |                   |                   | 0 | 1 (4)             |                   |                   |  |  |                  |                  |                  |  |  |                  |                  |                  |
|  | Everton (LP)       | 1                  | 0 (3)             |                   |   |                   |                   |                   |  |  |                  |                  |                  |  |  |                  |                  |                  |
|  | Everton (LP)       | 1                  | 0 (3)             | Atlético French   | 1 | 0                 |                   |                   |  |  |                  |                  |                  |  |  |                  |                  |                  |
|  |                    |                    |                   |                   | 1 | 0                 |                   |                   |  |  |                  |                  |                  |  |  |                  |                  |                  |
|  |                    | Independiente      | 1                 | 2                 |   |                   |                   |                   |  |  |                  |                  |                  |  |  |                  |                  |                  |
|  | Argentino          | Independiente      | 1                 | 2                 | 0 | 3                 |                   |                   |  |  |                  |                  |                  |  |  |                  |                  |                  |
|  | Argentino          |                    |                   |                   | 0 | 3                 |                   |                   |  |  |                  |                  |                  |  |  |                  |                  |                  |
|  | Atlético French    | 2                  | 3                 |                   |   |                   |                   |                   |  |  |                  |                  |                  |  |  |                  |                  |                  |
|  | Atlético French    | 2                  | 3                 | Arg. Agropecuario | 2 | 1 (3)             |                   |                   |  |  |                  |                  |                  |  |  |                  |                  |                  |
|  |                    |                    |                   |                   | 2 | 1 (3)             |                   |                   |  |  |                  |                  |                  |  |  |                  |                  |                  |
|  |                    | Atlético French    | 1                 | 2 (4)             |   |                   |                   |                   |  |  |                  |                  |                  |  |  |                  |                  |                  |
|  | Villa Belgrano     | Atlético French    | 1                 | 2 (4)             | 0 | 1                 |                   |                   |  |  |                  |                  |                  |  |  |                  |                  |                  |
|  | Villa Belgrano     |                    |                   |                   | 0 | 1                 |                   |                   |  |  |                  |                  |                  |  |  |                  |                  |                  |
|  | Arg. Agropecuario  | 1                  | 1                 |                   |   |                   |                   |                   |  |  |                  |                  |                  |  |  |                  |                  |                  |
|  | Arg. Agropecuario  | 1                  | 1                 | Independiente     | 1 | 1 (3)             |                   |                   |  |  |                  |                  |                  |  |  |                  |                  |                  |
|  |                    |                    |                   |                   | 1 | 1 (3)             |                   |                   |  |  |                  |                  |                  |  |  |                  |                  |                  |
|  |                    | Independiente      | 0                 | 2 (5)             |   |                   |                   |                   |  |  |                  |                  |                  |  |  |                  |                  |                  |
|  | Sp. Olimpo (TA)    | Independiente      | 0                 | 2 (5)             | 0 | 2                 |                   |                   |  |  |                  |                  |                  |  |  |                  |                  |                  |
|  | Sp. Olimpo (TA)    |                    |                   |                   | 0 | 2                 |                   |                   |  |  |                  |                  |                  |  |  |                  |                  |                  |
|  | Ferrocarril Oeste  | 1                  | 3                 |                   |   |                   |                   |                   |  |  |                  |                  |                  |  |  |                  |                  |                  |
|  | Ferrocarril Oeste  | 1                  | 3                 | Tiro Federal (BB) | 1 | 0 (6)             |                   |                   |  |  |                  |                  |                  |  |  |                  |                  |                  |
|  |                    |                    |                   |                   | 1 | 0 (6)             |                   |                   |  |  |                  |                  |                  |  |  |                  |                  |                  |
|  |                    | Ferrocarril Oeste  | 0                 | 1 (5)             |   |                   |                   |                   |  |  |                  |                  |                  |  |  |                  |                  |                  |
|  | Petrolero          | Ferrocarril Oeste  | 0                 | 1 (5)             | 1 | 1                 |                   |                   |  |  |                  |                  |                  |  |  |                  |                  |                  |
|  | Petrolero          |                    |                   |                   | 1 | 1                 |                   |                   |  |  |                  |                  |                  |  |  |                  |                  |                  |
|  | Tiro Federal (BB)  | 1                  | 2                 |                   |   |                   |                   |                   |  |  |                  |                  |                  |  |  |                  |                  |                  |
|  | Tiro Federal (BB)  | 1                  | 2                 | Independiente     | 2 | 1                 |                   |                   |  |  |                  |                  |                  |  |  |                  |                  |                  |
|  |                    |                    |                   |                   | 2 | 1                 |                   |                   |  |  |                  |                  |                  |  |  |                  |                  |                  |
|  |                    | Tiro Federal (BB)  | 0                 | 2                 |   |                   |                   |                   |  |  |                  |                  |                  |  |  |                  |                  |                  |
|  | Huahuel Niyeo      | Tiro Federal (BB)  | 0                 | 2                 | 0 | 2                 |                   |                   |  |  |                  |                  |                  |  |  |                  |                  |                  |
|  | Huahuel Niyeo      |                    |                   |                   | 0 | 2                 |                   |                   |  |  |                  |                  |                  |  |  |                  |                  |                  |
|  | Independiente      | 4                  | 2                 |                   |   |                   |                   |                   |  |  |                  |                  |                  |  |  |                  |                  |                  |
|  | Independiente      | 4                  | 2                 | Real Madrid       | 1 | 0                 |                   |                   |  |  |                  |                  |                  |  |  |                  |                  |                  |
|  |                    |                    |                   |                   | 1 | 0                 |                   |                   |  |  |                  |                  |                  |  |  |                  |                  |                  |
|  |                    | Independiente      | 1                 | 1                 |   |                   |                   |                   |  |  |                  |                  |                  |  |  |                  |                  |                  |
|  | Real Madrid        | Independiente      | 1                 | 1                 | 1 | 1                 |                   |                   |  |  |                  |                  |                  |  |  |                  |                  |                  |
|  | Real Madrid        |                    |                   |                   | 1 | 1                 |                   |                   |  |  |                  |                  |                  |  |  |                  |                  |                  |
|  | Huracán (G.G)      | 0                  | 0                 |                   |   |                   |                   |                   |  |  |                  |                  |                  |  |  |                  |                  |                  |

Siempre el equipo situado primero (izquierda o arriba) ejerce la localia en el primer partido, a excepción de la final, donde es local en el primer encuentro el segundo equipo (abajo).

### Promoción Torneo Argentino B - Torneo del Interior
| Deportivo Aguilares                                                          | 2 - 3 | Racing (T)          | Dr. Luis Güemes | 11 de junio | 16:00 |
| Racing (T)                                                                   | 3 - 0 | Deportivo Aguilares | Cayetano Castro | 17 de junio | 15:00 |
| Racing de Trelew permaneció en el Torneo Argentino B con un global de 6 - 2. |       |                     |                 |             |       |

| Independiente (N)                                                               | 2 - 1 | Complejo Deportivo | José Rosas y Perito Moreno | 10 de junio | 15:30 |
| Complejo Deportivo                                                              | 0 - 1 | Independiente (N)  | 23 de Mayo                 | 17 de junio | 16:00 |
| Independiente de Neuquén ascendió al Torneo Argentino B con un global de 3 - 1. |       |                    |                            |             |       |

| River de Embarcación                                                           | 1 - 1 | Jorge Gibson Brown   | Alberto Dehenen                          | 10 de junio | 17:00 |
| Jorge Gibson Brown                                                             | 4 - 3 | River de Embarcación | Clemente Argentino Fernández de Oliveira | 17 de junio | 15:30 |
| Jorge Gibson Brown permaneció en el Torneo Argentino B con un global de 5 - 4. |       |                      |                                          |             |       |